# Празькі куранти
Пра́зькі кура́нти або Ста́роміський астрономічний годинник (чеськ. Staroměstský orloj) — середньовічний астрономічний годинник у Празі в Чехії, один із символів міста та одна з головних туристичних пам'яток. Знаходиться в Старому Місті, на південному фасаді Староміської ратуші, і працює з 1410 року.
Годинник має складний астрономічний циферблат, а під ним календар. Циферблат вказує чотири різні часи: центральноєвропейський (раніше це був празький середній сонячний час), зоряний час, так званий вавилонський або природний час і старочеський час. Також годинник показує положення кількох небесних тіл і та деякі астрономічні події: схід, кульмінацію, захід, нижня кульмінація та висота над або під горизонтом для Сонця, Місяця та всіх знаків зодіаку, поточні зодіакальні знаки Сонця та Місяця, фази Місяця, положення Місяця відносно Сонця, сутінки, світанок, вказує дату.
У центрі циферблату розташована Земля, довкола якої обертається Сонце. Щогодини, коли б'є годинник, розігрується коротка вистава у стилі середньовічного лялькового театру. Фігурки, що є втіленнями людських вад і таких домінант людського життя, як смерть або неминуча розплата за вчинення гріхів, починають рухатися: скелет смикає за мотузок дзвін, янгол здіймає та опускає караючого меча. У віконцях годинника — лики Апостолів змінюють одне одного, і нарешті на довершення вистави лунає кукурікання півня. Рух годинника, календаря та статуй забезпечується механічним годинниковим механізмом, який з часом зазнав кількох модифікацій та оновлень.
Староміський астрономічний годинник належить до найкраще збережених середньовічних астрономічних годинників. Він є одним із найвідоміших туристичних об'єктів Праги і є частиною її історичного центру, занесеного до списку культурних пам'яток ЮНЕСКО. Це третій за віком астрономічний годинник у світі і найстаріший з тих, що досі працюють.

## Історія
У 1338 році король Богемії Ян I Сліпий дав дозвіл міщанам Старого міста заснувати ратушу в будинку, отриманому від заможного купця Вольфіна з Каменя. Зі східної сторони будинку на старих фундаментах збудували вежу. У 1402 році на вежі було встановлено годинник (у зв'язку з чим згадується годинникар Альберт), а пізніше, у 1409 році, встановлено дзвін. Також у вежі є каплиця, освячена в 1381 році. Оригінальний годинниковий механізм, ймовірно, відноситься до часів Карла IV, і створений годинникарем Мартіном. Пізніше над створенням астрономічного годинника працювали Ян, Альберт і Мікулаш з Кадані.

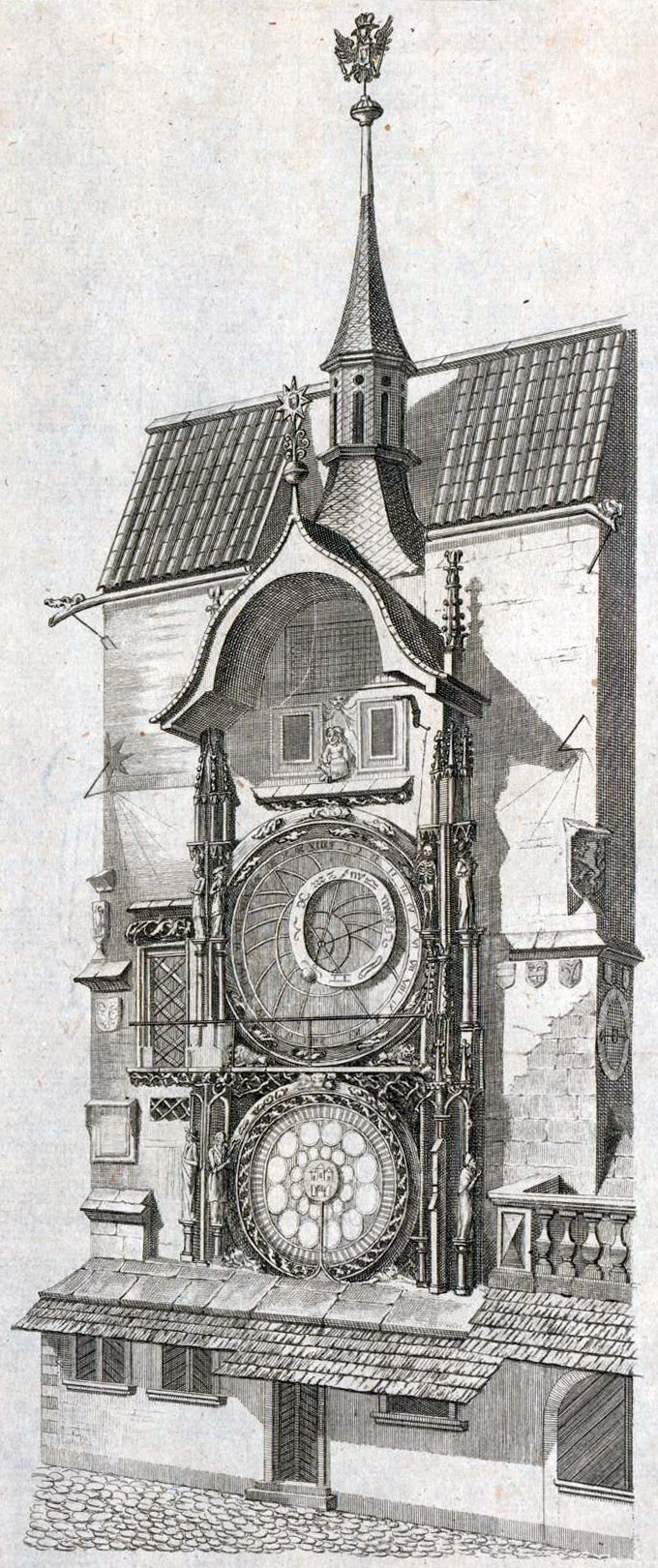
Куранти (1791)
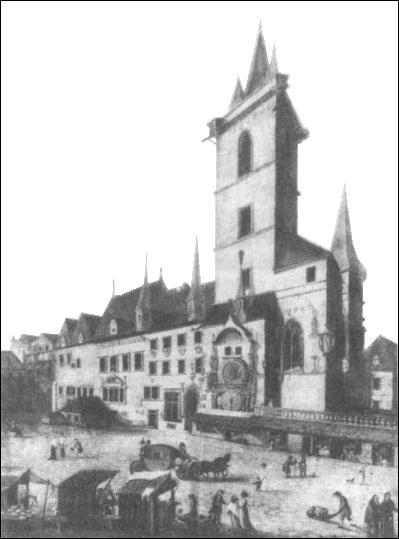
Куранти (1808)
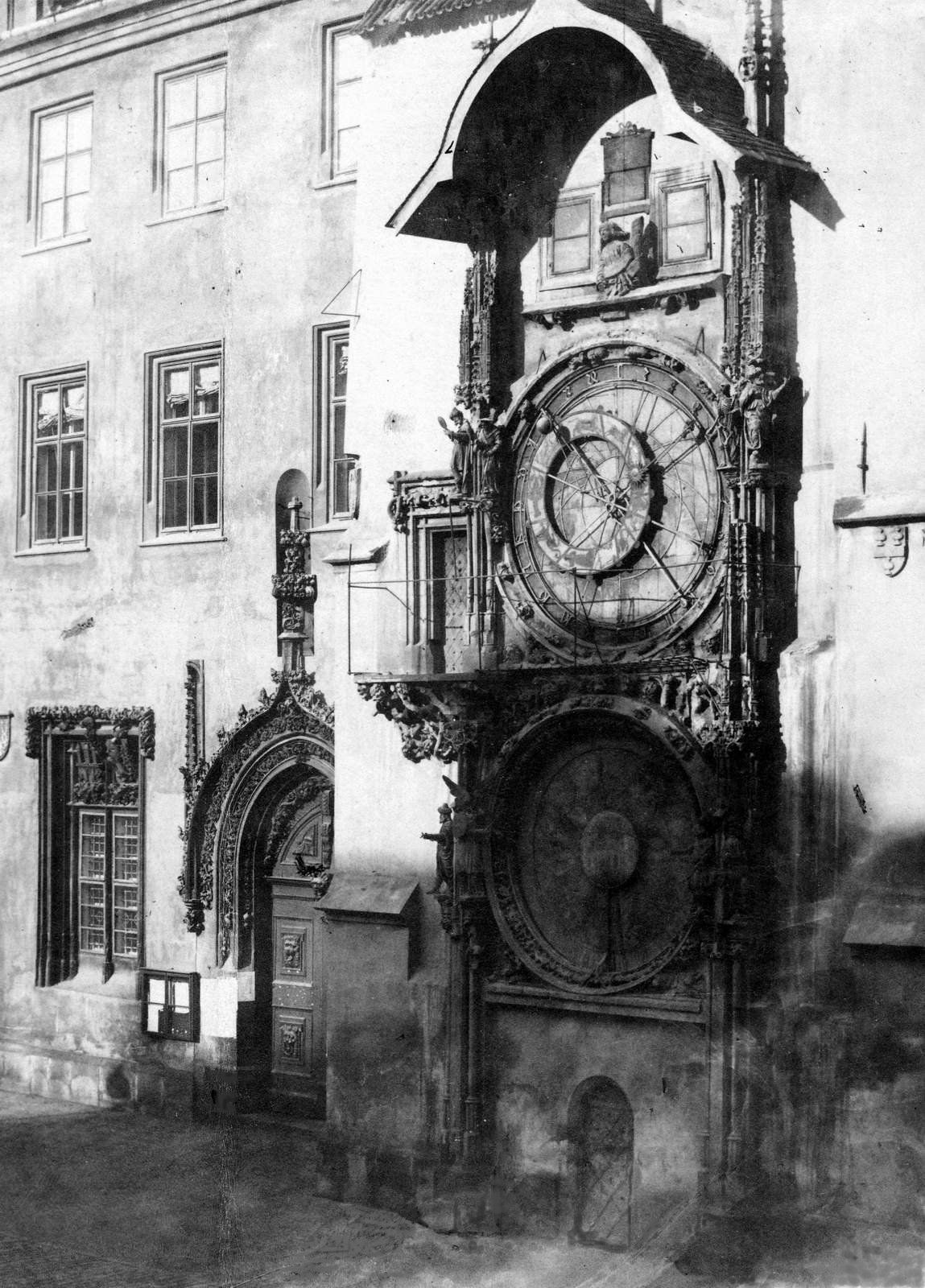
Куранти (1860)

Найдавнішою частиною астрономічного годинника є механічний годинниковий механізм і астрономічний циферблат, створені в 1410 році годинникарем Мікулашем з Кадані, ймовірно, за проєктом майстра Яна Шинделя професора філософії, математики, астрономії та ректора Празького університету. Інформація про цей рік походить з «Верхньої празької книги» 1410 року, яка згоріла в 1945 році. Натхненням для створення празького годинника міг бути старий годинник, виготовлений у Падуї в 1344 році, або, можливо, інші європейські годинники. Скульптурне оздоблення безпосередньо навколо циферблата астрономічного годинника походить із майстерень ливарного заводу Петера Парлержа.
Тривалий час помилково вважалося, що годинник створили в 1490 році годинникар Ян Руже (також званий майстром Ганушем) та його помічник Якуб Чех. За легендою, Гануш осліп, тому більше ніколи не зміг побудувати подібний годинник. Ця помилка була пізніше спростована Зденеком Горським. У 1962 році Станіслав Махачек виявив книгу з описом німецького документа 1410 року, в якому ратуша дякує Мікулашу з Кадани за його добру роботу (на відміну від його попередника), коротко, але точно описує астрономічний годинник і дарує годинникарю в винагороду будинок і велику річну плату. Припущення про авторство майстра Гануша, ймовірно, пов’язане з перебудовою Старої Ратуші між 1470 і 1473 роками та змінами, які майстер Гануш вніс у годинник.

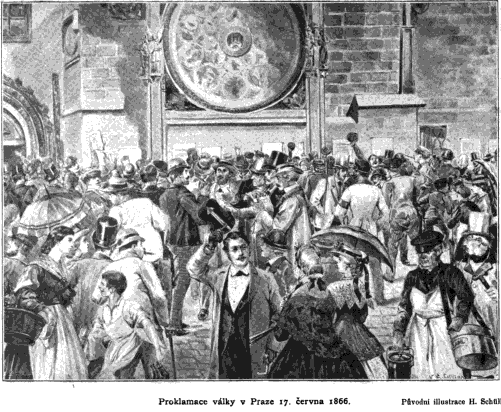
Староміський годинник на малюнку, що зображує Прагу в день оголошення Австро-Прусської війни 17 червня 1866 р. (1896)

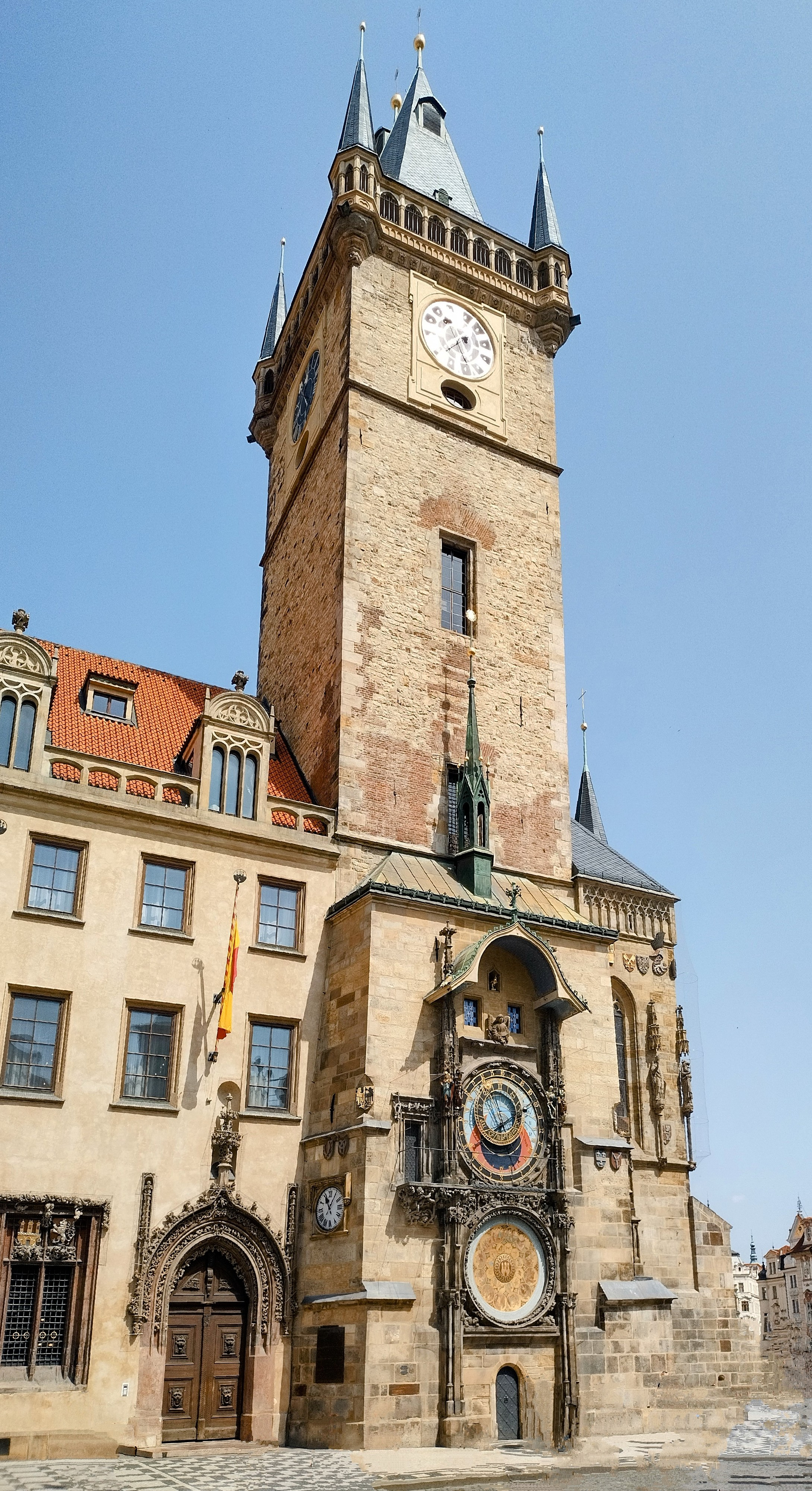
Празький орлой (2024)

Протягом століть годинник багато разів зупиняли й кілька разів ремонтували. Ймовірно, у 1629 чи 1659 роках середньовічну барабанну машину з вежі також перенесли на годинник і додали дерев’яні статуї. Згодом інтерес до годинника впав, люди перестали ним цікавитися. У XVIII столітті він був у критичному стані, і муніципалітет Праги розглядав можливість продати астрономічний годинник на металобрухт. Його врятував чеський патріот і метеоролог, професор Карлового університету Антонін Стрнад, який розумів його історичну цінність і домагався його ремонту. Після довгих зусиль йому вдалося переконати муніципальну раду, а згодом і весь муніципалітет виділити суму, необхідну для реконструкції. Під експертним наглядом Стрнада годинникар Шимон Ландспергер за 793 гульдени відремонтував годинник між 1787 і 1791 роками. Фігури апостолів, ймовірно, були додані трохи пізніше. Під час ще одного капітального ремонту, між 1865 і 1866 роками, було введено в дію астрономічні функції та додано статую півня зі звуком. Оригінальний механічний привід був замінений на значно досконаліший, тому годинник почав показувати точний час. Подальший ремонт і перебудова годинника завершилися в 1912 році, тоді ж на стіні була вмонтована пам'ятна дошка (з помилковим зазначенням авторства).
Під час Празького повстання в останні дні Другої світової війни годинник був сильно пошкоджений 8 травня 1945 року, коли в Стару ратушу влучив артилерійський снаряд. Цегляна стіна захистила машину від значних пошкоджень, але дерев'яна конструкція, на якій стояв механізм з апостолами, згоріла. Пошкодження здавалося непоправним, і розглядалась можливість заміни годинника на сучасний механізм. З великими зусиллями, зокрема братів Весецьких, астрономічний годинник було відремонтовано та введено в дію в 1948 році. Однак під час ремонту  неправильно пофарбували астрономічний циферблат, в результаті годинник невірно показував час закінчення ночі, з відхиленням до 6 годин. Помилка була усунута лише в ремонті 1979 року.
Годинник знову реконструювали восени 2005 року, коли реставрували статуї та календарну пластину. Дерев'яні скульптури були обтягнуті сіткою для захисту від птахів. У квітні 2017 року почалась реконструкція зовнішньої оболонки Староміської ратуші, з 8 січня наступного року годинник не працював і відбулася його масштабна реставрація, під час якої електричний привід 1948 року було замінено на копію оригінального механізму з конопляними тросами. Годинник запустили 28 вересня 2018 року під час початку святкування 100-річчя створення Чехословаччини. Під час першого запуску ланцюг, що рухає фігуру апостолів, застряг, і машиністу довелося рухати його вручну.

## Годинникарі
Першим годинникарем був годинникар Мікулаш із Кадані, якому приписують виготовлення годинника. Майстер Ян Руже (Гануш) очолив годинник в 1475 році і керував нею до своєї смерті в 1497 році. Після нього цю функцію взяв на себе майстер Якуб на прізвисько Чех, який, ймовірно, був сином Яна Руже і добре знав роботу механізму. Майстер Якуб керував астрономічним годинником до своєї смерті за часів правління короля Фердинанда І. Після його смерті посаду годинникаря обійняв Вацлав Звунек, але він не зміг підтримувати задовільну роботу складної машини. Після його смерті в 1552 році ключі від астрономічного годинника отримав майстер Ян Штайнмайсе, але він не хотів опікуватися годинником, і міська управа передала управління годинником Яну Таборському з Клокоцької Гори. 1556 року в нього відібрали управління годинником і передали Вацлаву Тобіашу, який керував ним до своєї смерті в 1560 році, коли годинникарем знову став Таборський. За життя Ян Таборський підготував свого заступника Якуба Шпачека та посвятив його в секрети машини. Коли Ян Таборський помер у 1572 році, Якуб Шпачек керував астрономічною годинником згідно з його заповітом приблизно до 1590 року. З 1593 року годинникарем був майстер Ваврінец, потім Шимон Подольський з Оломоуца, а з 1624 року - Їржик Шворцпах. Тут закінчується безперервна серія відомих завніх годинникарів, і наступним годинникарем був Ян Кляйн аж приблизно на початку XVIII століття. Зараз годинникар щотижня звіряє годинник, а вдома на моніторі слідкує за годинником за допомогою відеокамери з будинку напроти.

## Механізм астрономічного годинника

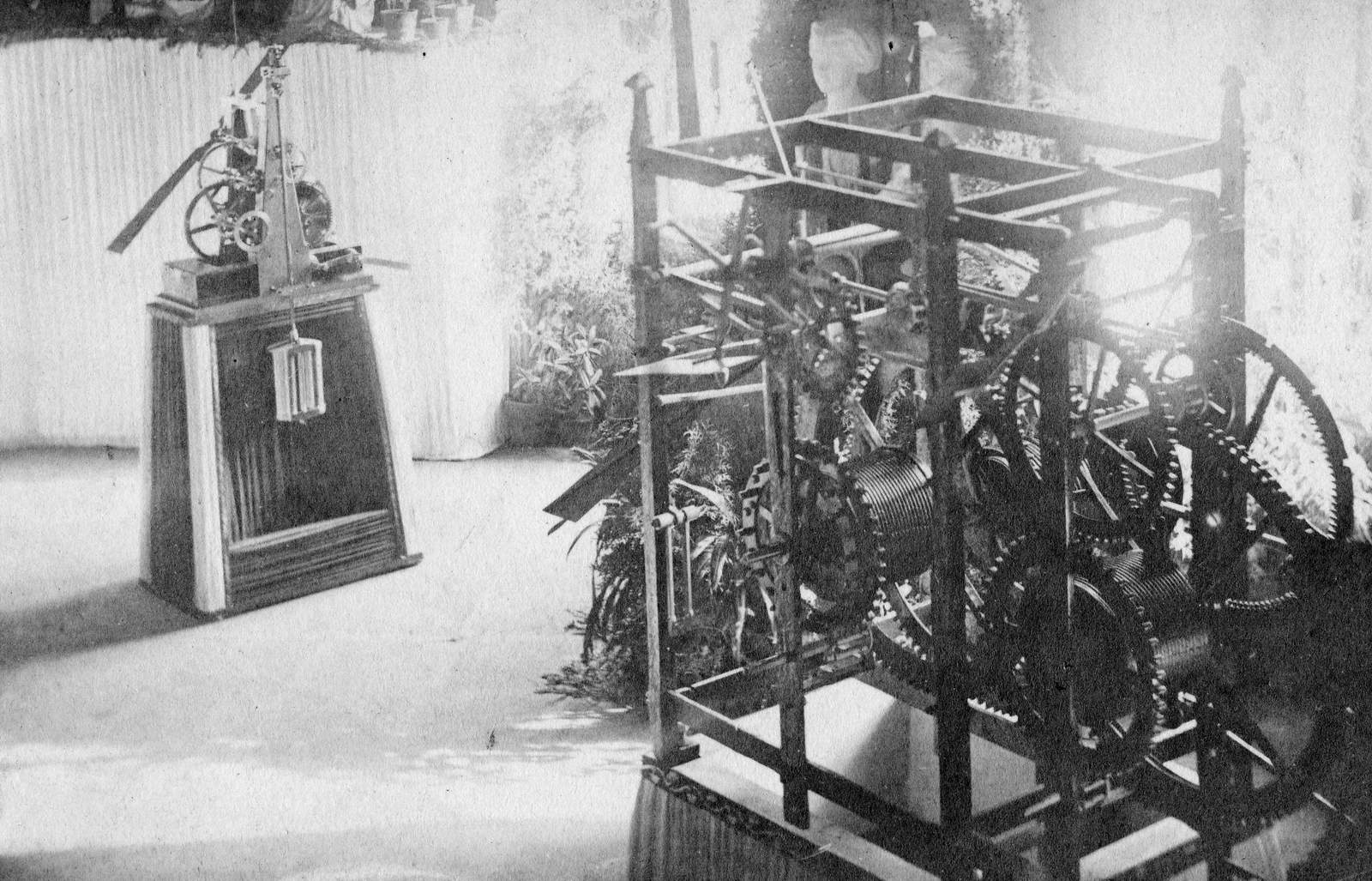
Зображення механізму. Спереду: головний механізм без індикаторного механізму, ударний механізм і механізм руху апостолів. Позаду: хронометр Божека (1866)

Первісно весь астрономічний годинник приводився в рух єдиним механізмом, який забезпечував усі чотири рухи астрономічного циферблата, а з XVI століття — також обертання календарного диска. Ймовірно, у XVII столітті додали ударний механізм, переміщений із вежі, а також встановили окремий обертовий привід для місячної кулі. У 1866 році неточний годинниковий механізм замінили окремим хронометром, який керує головним механізмом, а в XX столітті стрілка місяця та 24-годинний диск отримали власні приводи.
Механізм годинника складається з кількох частин, кожна з яких виконує окрему функцію та керує відповідною частиною годинника, що разом утворюють єдину систему:
- головний механізм
- вказівний механізм
- механізм 24-годинного диска
- ударний механізм
- місячний механізм
- механізм руху апостолів
- календарний механізм
- хронометр Божека

### Головний механізм

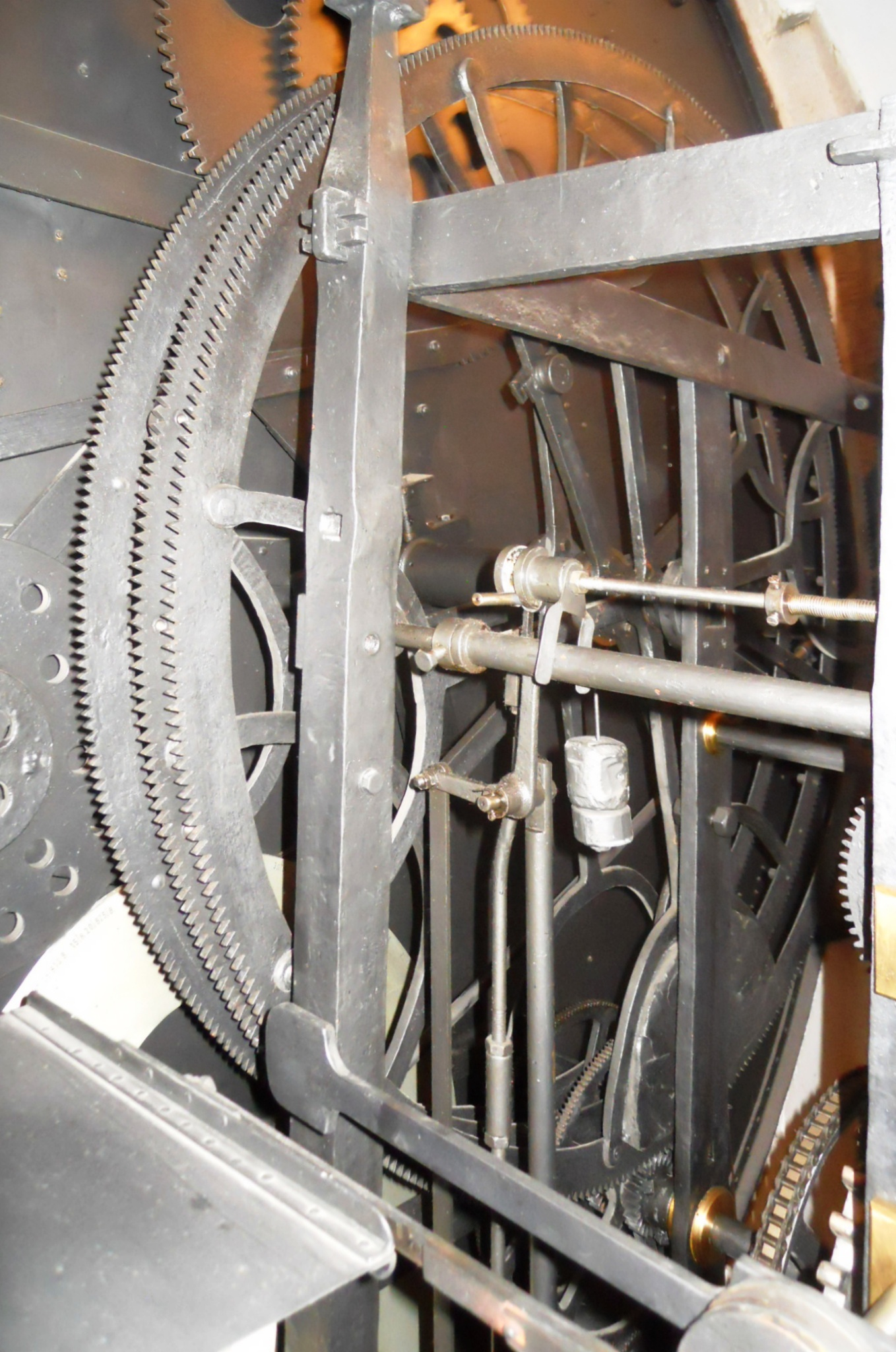
Головний механізм, трійка первісних коліс, які приводили в рух сонячну, зоряну та місячну стрілки годинника (1410)

Головний механізм, разом із пов’язаним з ним індикаторним механізмом (для обертання Сонця, Місяця та зодіакального кола) приводився в рух гирею масою 80 кг. Первісно механізм працював за допомогою веретенного ходу з вержевим спуском. Такий годинниковий хід був неточним (відхилення сягало до 15 хвилин на добу), і в 1866 році його замінили високоточним механічним хронометром Ромуальда Божека, який кожну хвилину розблоковує та просуває механізм. З того часу годинник має максимальне відхилення до трьох секунд на тиждень (іноді лише пів секунди). Усі механізми досі працюють від гир із автоматичним підйомом.

### Вказівний і дзвонарний механізми
Вказівний механізм за допомогою трьох співвісних валів приводить у дію три покажчики: сонця, місяця і зоряного часу із зодіакальним колом. Цей механізм через рівні проміжки часу — 30 і 60 хвилин, а також 24 години — запускає допоміжні вузли: ударний, дзвонарний, механізм руху апостолів і механізм керування календарним диском. Після запуску ці пристрої виконують відповідні рухи з приєднаними механізмами, після чого знову зупиняються та механічно блокуються. Дзвонарний механізм розташований у спільній рамній конструкції з головним механізмом і був створений разом із ним. Дзвонарний механізм попереджає про удар годинника. Календарний механізм також приводиться в дію головним механізмом й опівночі щодоби пересуває календарний диск на один день. Позаду циферблата встановлено сучасний механізм для двадцятичотиригодинного циферблата, що має власний привід.
Основу механіки вказівного механізму, яка забезпечує роботу пристрою як астрономічного годинника, становлять три ковані зубчасті колеса діаметром 116 см, які спочатку оберталися спільним шестерним валом. Колесо для Сонця має 366 зубців, для Місяця — 379, а для зодіакального кола — 365. У 1866 році було встановлено коригувальний механізм для руху Місяця з точнішим передаточним числом — приблизно 378,8 зубців.

### Привід двадцятичотиригодинного циферблата
Двадцятичотиригодинник — це механізм для обертання зовнішнього «старочеського» циферблата, по краю якого нанесено 24 готичні цифри. Він дає змогу зчитувати старочеський час, коли доба починалася із заходом Сонця. Коливальний рух цього елемента спочатку здійснював кривошипно-шатунний механізм, з’єднаний із календарним колесом, як це описував Таборський у 1570 році. Ця конструкція забезпечувала середнє відхилення лише 4 хвилини й максимальне — 11 хвилин наприкінці лютого — на початку березня. Цей механізм пізніше демонтовали й замінили пристроєм з реверсним ходом, що виявився надто складним і на практиці не виправдав очікувань — його доводилось час від часу запускати вручну. Під час реконструкції 1948 року механізм вилучили, а двадцятичотиригодинне кільце зафіксували в положенні: 12 годин — угорі, 24 — внизу. Новий механізм для автоматичного обертання цього кільця розробив 1956 року доктор Емануель Прохазка у співпраці з інженером Мирославом Крайніком. Цей пристрій із власним годинниковим механізмом було встановлено на годинник 6 листопада 1957 року, і він досі працює.

### Ударний механізм
Ударний механізм спочатку не розташовувався безпосередньо за циферблатом астрономічного годинника, а був встановлений окремо, поруч із дзвоном. Лише під час пізніших перебудов, імовірно у 1629 або 1659 році, механізм перемістили за циферблат і жорстко з'єднали з основним годинниковим механізмом, ймовірно, також конструктивно модифікувавши.
Ударний механізм приводиться в дію головним приводом і відраховує удари. Використаний «шварцвальдський» механізм із храповим колесом із різновіддаленими виїмками був поширеним у баштових годинниках і годинниках із зозулею, але для Празького годинника його довелося модифікувати для відліку до 24 ударів. Окрім головного храпового колеса, використано додаткове мале колесо, й биття припиняється лише тоді, коли виїмки обох коліс збігаються. Подібне подвійне храпове колесо рідко використовувалося в інших баштових годинниках. Нині Празький годинник, імовірно, єдиний у світі, де ця система досі діє.

### Місячний механізм

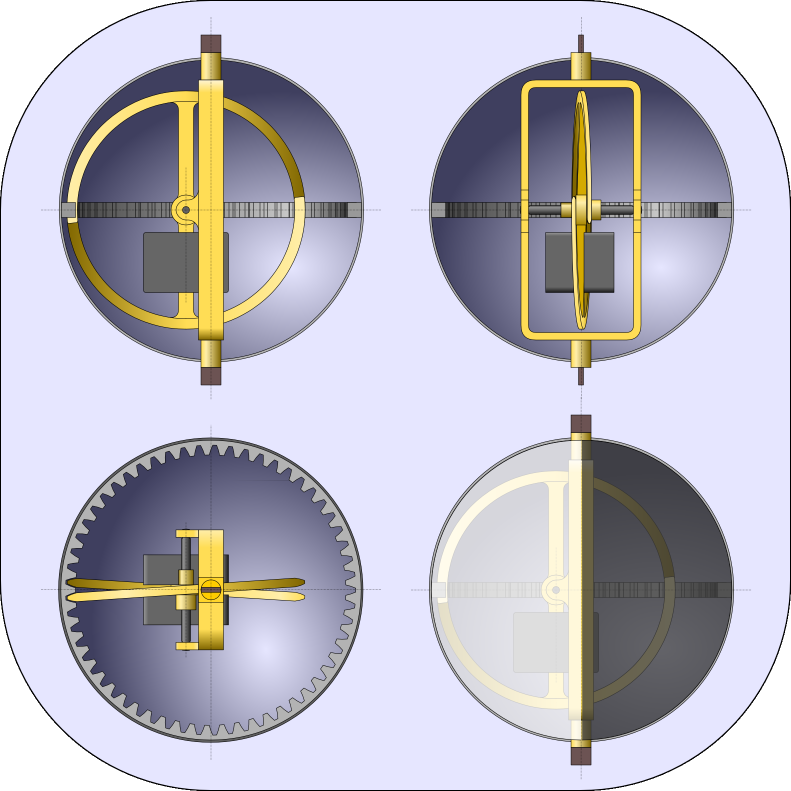
Схема механізму, що показує фази Місяця на Празькому годиннику

Відображення Місяця та його фаз — це технічно складне завдання. Зазвичай його вирішували через окремий вал у стрілці або під нею, який обертав місячну кулю або заслінку, відображаючи фази Місяця. Витончене механічне рішення для зображення місячних фаз на Празькому годиннику, ймовірно створене у XVII столітті, відрізняється як від попередніх, так і від наступних конструкцій і є унікальним у світі. Місяць зображено кулею діаметром 130 мм, поверхня якої поділена на світлу й темну півкулі. Зміною орієнтації кулі відносно спостерігача створюється візуальний ефект фаз Місяця. Це реалізовано за допомогою унікального механізму без зовнішнього приводу — лише під дією сили тяжіння. Усередині кулі міститься зубчастий вінець із внутрішнім зачепленням на 57 зубців. У нього входять два півзавити двозаходного гвинта. Цей гвинт з'єднаний із малим тягарцем, який вільно обертається навколо осі, перпендикулярної до площини циферблату. Коли стрілка Місяця змінює положення протягом дня, тягарець завдяки гравітації залишається вертикальним, і гвинт повільно повертає кулю навколо її осі. Механізм не є абсолютно точним, але похибка незначна — він потребує корекції лише раз на 4 роки (через понад п’ять років без корекції відставання сягне одного дня). Якщо ж, наприклад, куля примерзне до своєї осі, її положення доведеться відрегулювати вручну.
Механізм у місячній кулі дослідили й описали під час ремонту у 1864—1865 роках. Невідомо, коли саме його виготовили та встановили в астрономічний годинник, але за технологією виконання припускають, що це сталося під час ремонту 1659 року. Первісна конструкція для зображення фаз Місяця (відома зі звіту Таборського), ймовірно, використовувала передавання між головною віссю покажчика Місяця та самою кулею, яка котилася по головній осі через зубчасту передачу. Місяць був жорстко з’єднаний із покажчиком, і при його обертанні оберталася також і куля з фазами Місяця. Подібні механізми мають інші астрономічні годинники, але вони протягом року можуть давати відхилення до 4 діб від реальних фаз Місяця. Окрім циклічного відхилення, такий механізм також продукує кумулятивну похибку, через яку приблизно через 18 років він показує протилежну фазу Місяця, ніж спостерігається на небі. Саме це, ймовірно, стало причиною, з якої невідомий майстер у середині XVII століття створив унікальний новий механізм, що працює під дією сили тяжіння, та має лише половину похибки попередньої конструкції (і не має циклічного відхилення).

### Механізм руху апостолів
Механізм для руху апостолів та інших фігур — допоміжний механізм, який автоматично запускається щогодини в денний час. Він розміщений у тому ж приміщенні, що й інші механізми, а рух передається ланцюгом до комірки поверхом вище. Апостоли рухаються на зчеплених візках, а важільний механізм із зворотною пружиною забезпечує їх обертання у вікнах і рухи: святий Петро піднімає руку і благословляє, святий Павло киває на знак згоди, а святий Фома заперечливо хитає головою. Простий стопорний механізм синхронізує відкривання віконниць і рухи фігур на зовнішньому фасаді годинника (Смерть, Скнара, Марнославець, Турок). У святкові дні (Великий четвер — Велика субота), коли Смерть не повинна дзвонити, керувальний дріт від’єднується від механізму. 
Механізм також керує рухом крил півня, кукурікання якого створюють міхи, стискувані тягарем. Під час руху апостолів тягар піднімається, міх наповнюється повітрям, і в кінці демонстрації апостолів повітря виштовхується тягарем у три трубки, які імітують кукурікання. Рух апостолів передує ударам годинника. У 1945 році механізм, як і фігурки, був знищений і відтворений заново.

### Календарний механізм

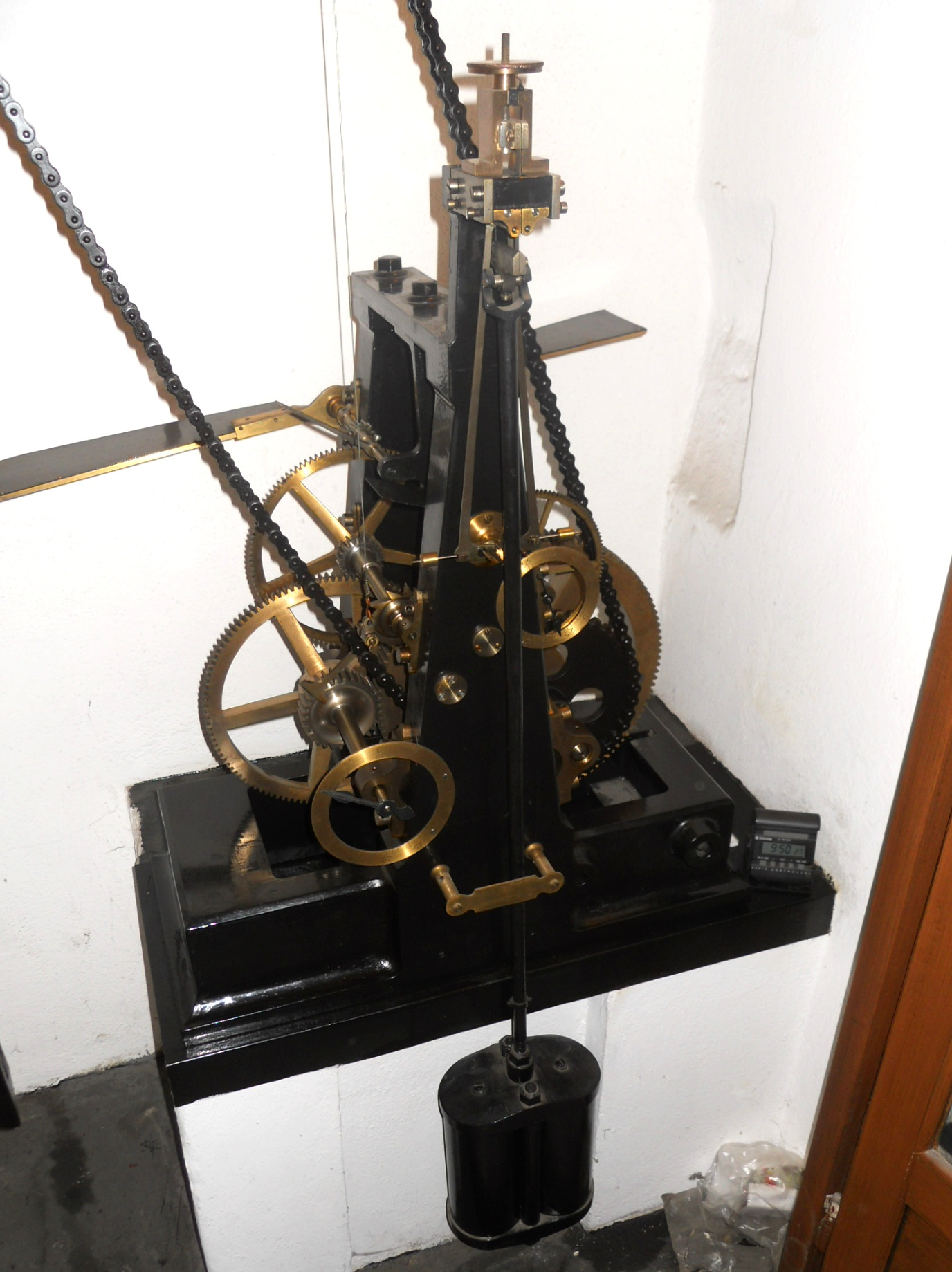
Хронометр Божека — сучасний вигляд (унизу видно маятник з ртутною посудиною, позаду — горизонтальний гальмівний вітрячок)

Календарний механізм складається з головного колеса з 365 зубцями по обводу, яке щодня опівночі повертається на один зуб разом із календарною дошкою. Лише у високосний рік колесо залишається нерухомим один день (у наш час — після 28 лютого, за юліанським календарем — після 23 лютого).
Після 1560 року, коли догляд за годинником знову здійснював Ян Таборський, механізм календарної дошки був пов’язаний з головним годинниковим механізмом, який щодня його звільняє й повертає. До того цей рух мав здійснювати вручну доглядач годинника.

### Хронометр Божека
Хронометр Божека був встановлений у механізм лише у 1866 році з метою підвищення точності та надійності роботи годинника, який на той час уже не відповідав вимогам епохи. Заміна початкового вержевий спуск з веретенним анкером на точний регулювальний хронометр, який надалі щохвилини запускатиме старий механізм, було доручено Ромуальду Божеку (1814–1899), сину годинникаря та конструктора Йозефа Божека. Цей регулятор із секундним маятником і ртутною компенсацією температурних коливань забезпечує необхідну точність ходу. Хронометр має гравітаційний анкер Денісона і є зразком інженерної та годинникової майстерності. При цьому він не інтегрований безпосередньо в історичний механізм, а щохвилини подає імпульс зміненому колесу ходу ззовні. Із півночі на Новий рік 1866 року роботу Празького годинника остаточно контролює саме цей хронометр.

## Астрономічна частина

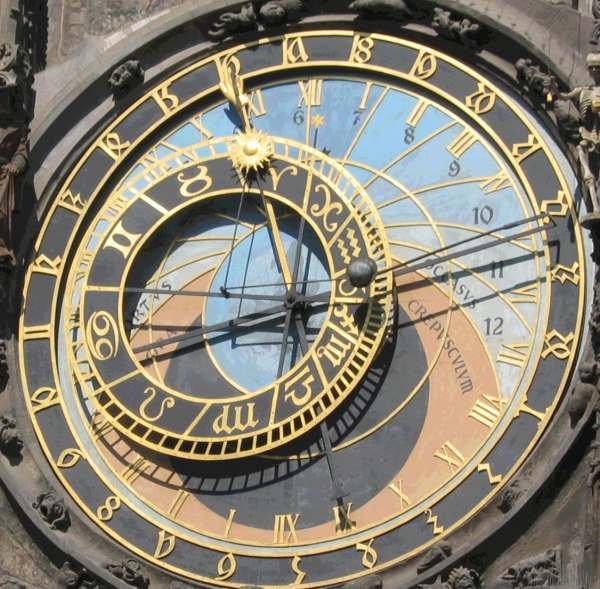
Астрономічний циферблат
(центральна частина годинника)

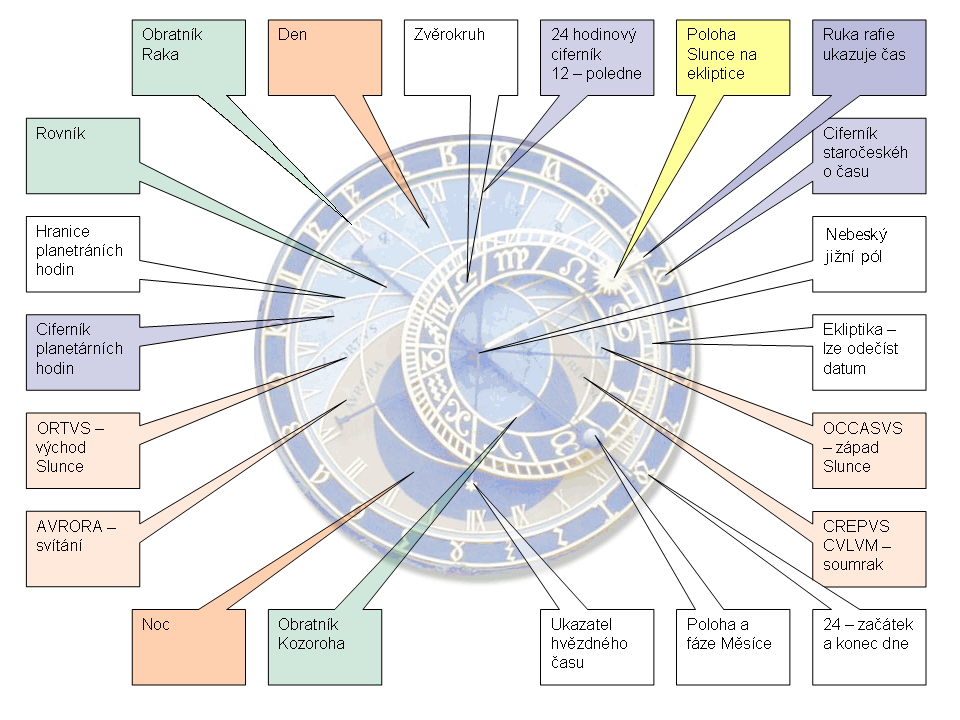
Схема астрономічного циферблата годинника

Анімація руху зодіаку (екліптики) та двадцятичотиригодинного кільця о 9:30 ранку (перехід анімації в місячних інтервалах)

Астрономічна частина годинника зображає птолемеївську геоцентричну модель космосу, виконану у вигляді астролябії, яку приводить в рух годинниковий механізм. Основний механізм годинника рухає три співвісні осі через зубчасті колеса з різною кількістю зубців. На цих осях закріплені три покажчики, що демонструють сонячний та зоряний час, а також фазовий рух місяця. Складна система тяг на циферблаті пересуває символи сонця (золоте сонце) та місячну кулю вздовж їхніх покажчиків, відображаючи положення сонця відносно горизонту та в зодіаку, а також положення місяця.

### Астрономічний циферблат
Основу видимої частини годинника становить нерухоме велике коло із кольоровим тлом діаметром 2,6 метра, що є основною пластиною астролябії. Астролябія базується на проєкції небесної сфери на площину. Для зображення застосована Стереографічна проєкція, у випадку Староміського годинника — проєкція з північного полюса. На пластині астролябії зображено концентричні кола: тропік Рака (зовнішнє кільце), тропік Козерога (найменше кільце) та екватор (кільце між двома тропіками). У центрі пластини, де проходять осі обертання, відповідно до такої проєкції розташований південний полюс неба.
Певне зміщення викликає сучасне зображення земного глобуса в області між південним полюсом та тропіком Козерога, де Прага позначена в місці південного полюса.
Кольорові області на циферблаті позначають частини неба, видимі з точки зору спостерігача (географічної широти Праги). Верхня світло-блакитна ділянка представляє небо над горизонтом. Чорна та червонувато-коричнева ділянки відповідають небесному простору під горизонтом. Упродовж дня символ сонця перебуває в блакитній частині, вночі — в чорній. Під час світанку та сутінок сонячний символ проходить через червонувато-коричневу зону фону. У чорному полі символ сонця переміщується під час астрономічної ночі, коли сонце опускається нижче ніж на 18° під горизонт. В умовах Праги, на 51-й паралелі північної широти, символ сонця не потрапляє в чорну частину в період з 1 червня по 13 липня.
У лівій червонувато-коричневій частині, що позначає схід, розміщено латинські написи AVRORA (світанок) та ORTVS (схід Сонця). У правій частині, що відповідає заходу, розміщені написи OCCASVS (захід Сонця) та CREPVSCVLVM (сутінки).
Золоті римські цифри по краю синього кільця утворюють шкалу звичайного 24-годинного дня, а позолочена стрілка вказує сонячний час. Полуденна позначка «XII» розташована у верхній частині, в світло-блакитному полі, а північна «XII» — унизу, на межі чорного та червоного полів. Зараз годинник налаштований не на місцевий середній сонячний час, а на цивільний середньоєвропейський час (UTC+1), який відповідає 15° східної довготи. У порівнянні з місцевим часом годинник поспішає на 2 хвилини 18 секунд.
Зігнуті золоті лінії розділяють блакитне поле циферблату на 12 частин і позначають «природні» або «вавилонські» години, які відповідають 1/12 часу від сходу до заходу Сонця. Ці денні години, позначені чорними арабськими цифрами, відповідають світлому часу доби. Тривалість такої години змінюється впродовж року залежно від довжини світлового дня. Точка перетину екліптики на зовнішньому кільці зодіаку та сонячної стрілки позначає «природний» час, до якого люди звикли в середньовіччі. Цю точку мав би позначати золотий символ сонця, що пересувається сонячною стрілкою протягом року. Однак після реконструкції 1865–1866 років символи сонця й місяця розташовані ближче до центру зодіаку, і це не було виправлено під час наступних реставрацій, зокрема у 2017 році.
Натомість золота стрілка, яка вказує на римські цифри та на шкалі двадцятичотиригодинного циферблата, показує «механічний» час, з рівномірними годинам упродовж доби, як це прийнято сьогодні. Втім такий спосіб індикації не відображає, чи надворі світло, чи темно: наприклад, о 6 ранку влітку — світло, а взимку — ще темно. Це тривалий час викликало незручності, і Староміський годинник є унікальним свідченням важливого переходу в уявленнях про час.

### Сонце

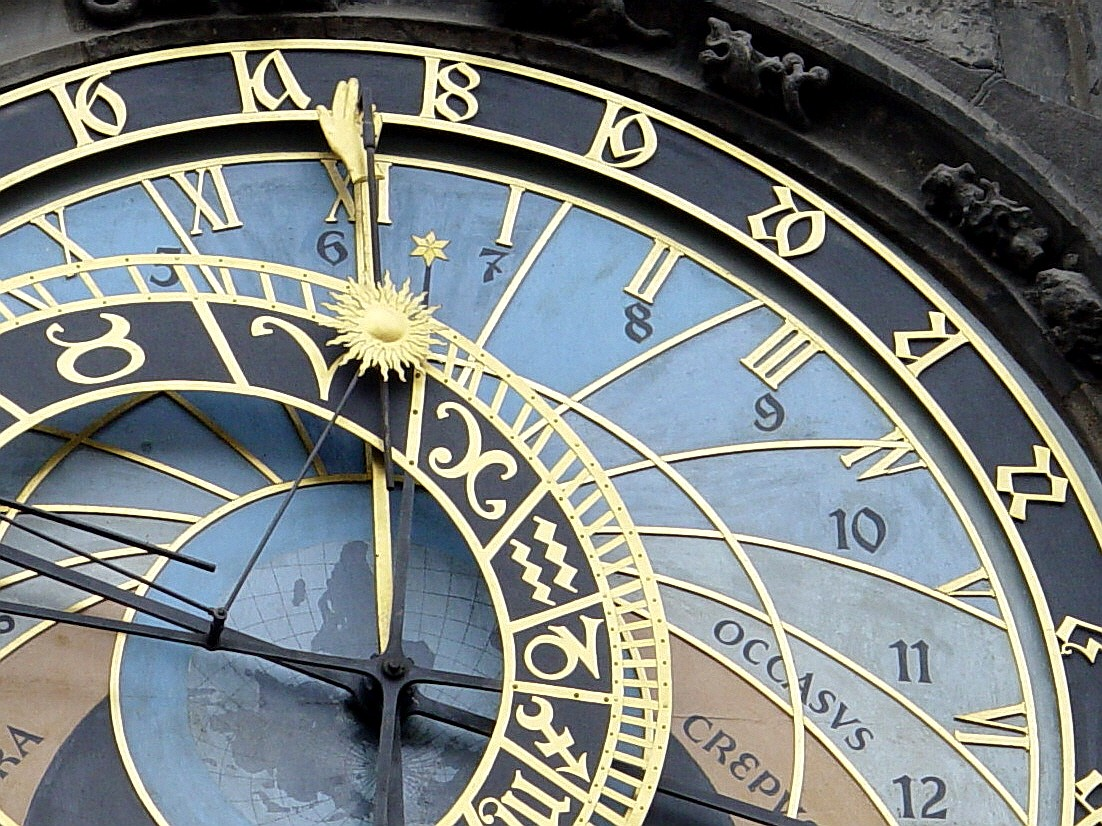
Деталь золотої стрілки, символу Сонця та зірочки (майже в накладанні)

Символ сонця (золоте сонечко) зроблений із позолоченого металу і рухається по основній годинниковій стрілці за допомогою тяги, з’єднаної із зодіакальним кільцем. Сонце робить один оберт по циферблату за 24 години і рухається по краю зодіаку, який проходить повний оберт за рік. Символ сонця показує:
- день, світанок, сутінки та ніч
- висоту сонця над горизонтом
- положення сонця у зодіаку
- приблизну календарну дату (поділка на краю зодіаку відповідає близько 5 дням)
- на вигнутих золотих лініях на блакитному тлі циферблату можна зчитувати «природний» або «вавилонський» час з нерівномірними годинами (чорні арабські цифри)

### Місяць

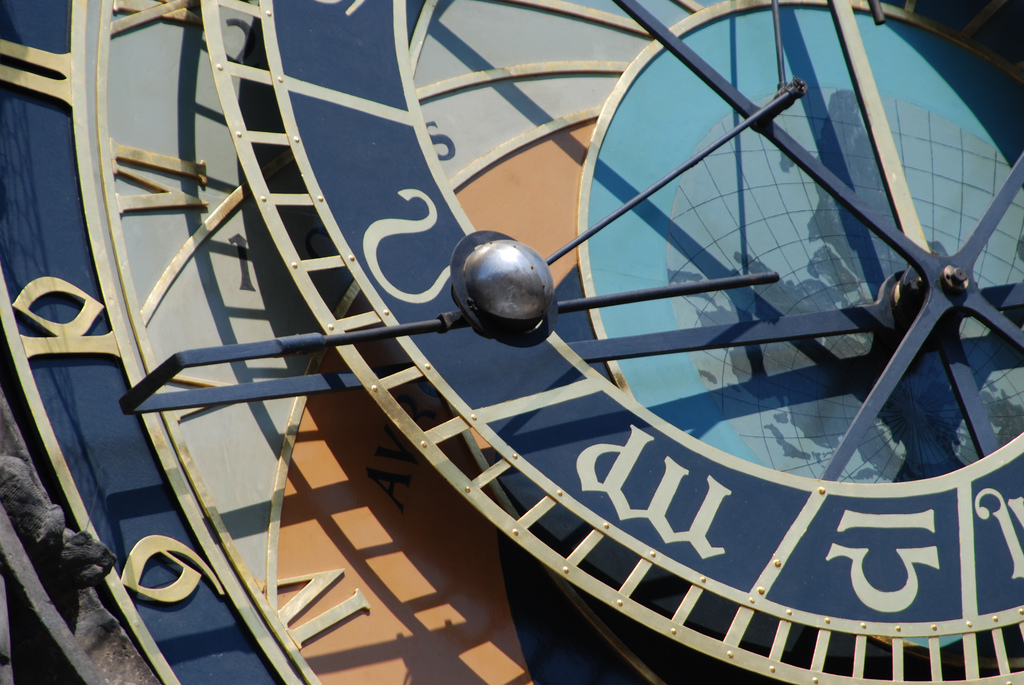
Деталь положення Місяця на астролябії; механічний механізм ведення Місяця по стрілці, видно світлу та темну сторону Місяця. У синьому центрі видно намальований глобус із «північчю» внизу.

Місяць обертається по циферблату в тропічному циклі 27 днів, 7 годин, 43 хвилини та 5 секунд. Окрім руху по стрілці, за допомогою прихованого механізму в місячній кулі відображається фаза Місяця, тобто світла і темна півскулі.

### Зодіак
На стрілці зоряного часу закріплене ексцентричне кільце зі знаками зодіаку. Стрілка зоряного часу робить оберт по циферблату за 23 години 56 хвилин 4 секунди, тому рухається трохи швидше за стрілку сонячного часу. Тяга на циферблаті водночас рухає символ Сонця по його стрілці так, що він рухається вздовж зодіакального кільця й показує поточний знак. Кожен знак займає однаковий кутовий розмір, але через ексцентричне розташування кільця лінійні розміри цих ділянок виявляються різними. Кожен знак поділений радіальними лініями на 6 частин, що дозволяє приблизно визначати календарну дату. Конструктивний дефект, що з’явився під час ремонтів у XIX столітті, призвів до того, що символ сонця рухався не над зодіаком, а поза ним. Під час подальшої реставрації зодіак було розширено золоченим обідком, по якому і рухається символ Сонця. Золота зірочка позначає точку весняного рівнодення й показує зоряний час.

## Відлік часу на астрономічному годиннику

### Старочеський час — двадцятичотиригодинник
Двадцятичотиригодинник поділяє добу на 24 години у старочеський (італійський) спосіб і позначений по колу готичними арабськими цифрами на окремому кільці. Це кільце розташоване по зовнішньому краю головного циферблату з чорним тлом і позолоченим написом. Для зчитування часу використовують два рухи. Золота рука як головний покажчик годинника здійснює повний оберт за 24 години. Пальці вказують на старочеський час на двадцятичотиригодиннику, який обертається протягом року. Старочеська доба починалася із заходу Сонця (як і досі, наприклад, у юдейській літургії), що конструктори годинника вирішили шляхом обертання циферблата в межах 60° протягом року. Отже, показаний час залежить від пори року (влітку день довший, узимку — коротший). Таким чином, старочеський час показує кількість рівних годин, що минули від останнього заходу Сонця. На момент створення годинника цей спосіб вимірювання часу був загальноприйнятим і слугував основою для відображення годин. У найдовший день року 24-та година відповідала о 20:00 (CET), під час рівнодення — о 18:00, а в найкоротший день року — вже о 16:00.

### Внутрішній циферблат
Внутрішній циферблат, або поділений годинник, зображений на краю нерухомої круглої пластини астролябії. Його утворюють двічі по дванадцять позолочених римських цифр: XII вгорі та внизу, VI ліворуч і праворуч. Верхня дванадцятка на синьому тлі означає полудень, нижня на чорному — північ. Головна стрілка для врівноваження подовжена і в протилежний бік, де також розташовані цифри. Оскільки рухомі частини циферблату можуть перекривати позначки, час можна зчитувати і з протилежного кінця стрілки. Такий поділ на дванадцять годин із полуднем і північчю був відомий як «німецький час», загальне використання якого в чеських землях запровадив імператор Фердинанд I у 1547 році.
На цьому циферблаті золота рука до 1911 року своїм зап’ястям показувала празький середній сонячний час. Після реконструкції годинник від новорічної півночі 1912 року працює за поясним середньоєвропейським часом (CЄЧ), який відрізняється від попереднього на 138 секунд. Така невелика похибка не впливає на астрономічні функції годинника.

### Літній час
У 1979–1982 роках Староміський астрономічний годинник показував літній час. Однак його переведення потребувало механічного втручання, а покази астролябії спотворювалися, оскільки астрономічні явища відображалися для іншої географічної довготи — приблизно 30° східної, між Києвом і Житомиром. Особливо неприйнятною була ситуація, коли Сонце вже відображалося на астролябії як таке, що зайшло за обрій, хоча насправді ще сліпило відбиттям у вікнах будинку «У Дзвона» та Тинської школи. Нині літній час відображається лише на малих бічних циферблатах і вежевих годинниках ратуші.

### Зоряний час
Зоряний час (також сидеричний) показує золота шестикутна зірочка на виступі зодіакального кола, яке обертається разом із власною стрілкою. Ця зірочка не є конкретною небесною зорею, а позначає точку весняного рівнодення на зодіаку. Зоряний час, який використовується в астрономії та астрології, визначається не положенням Сонця, а розташуванням «непорушних» зір на небі. Один зоряний день приблизно на 4 хвилини коротший за сонячний. Це пояснюється тим, що під час одного оберту Землі навколо своєї осі вона також рухається по орбіті навколо Сонця, тому Сонце вже не займає того ж положення на небі, що на початку зоряного дня. Протягом року ця різниця накопичується до цілого дня. Зоряний час показує, скільки годин і хвилин минуло з моменту останнього проходження весняного рівнодення через місцевий меридіан. Його можна зчитати за римськими цифрами на внутрішньому циферблаті. Після 23 вересня до відліченого часу додається 12 годин, оскільки від 21 березня минуло півроку.

### Позолочені криві
12 позолочених кривих на синьому полі, які дугами сходяться від краю до центру та позначені чорними арабськими цифрами, вказують на вавилонські або планетні години. Вони ділять денний час — від сходу до заходу Сонця — на 12 рівних частин, які, відповідно, змінюються впродовж року. За їхньою допомогою можна було визначити планету, яка керувала певним днем народження. Первісно на годиннику також була розміщена планетна таблиця — на місці, де зараз знаходиться півень. Криві перетинають три концентричні кола, що символізують Тропік Рака, Тропік Козерога і екватор. Подібне ділення дня — облік годин від сходу Сонця — використовували вавилоняни, єгиптяни, греки, римляни та інші народи.

## Календар

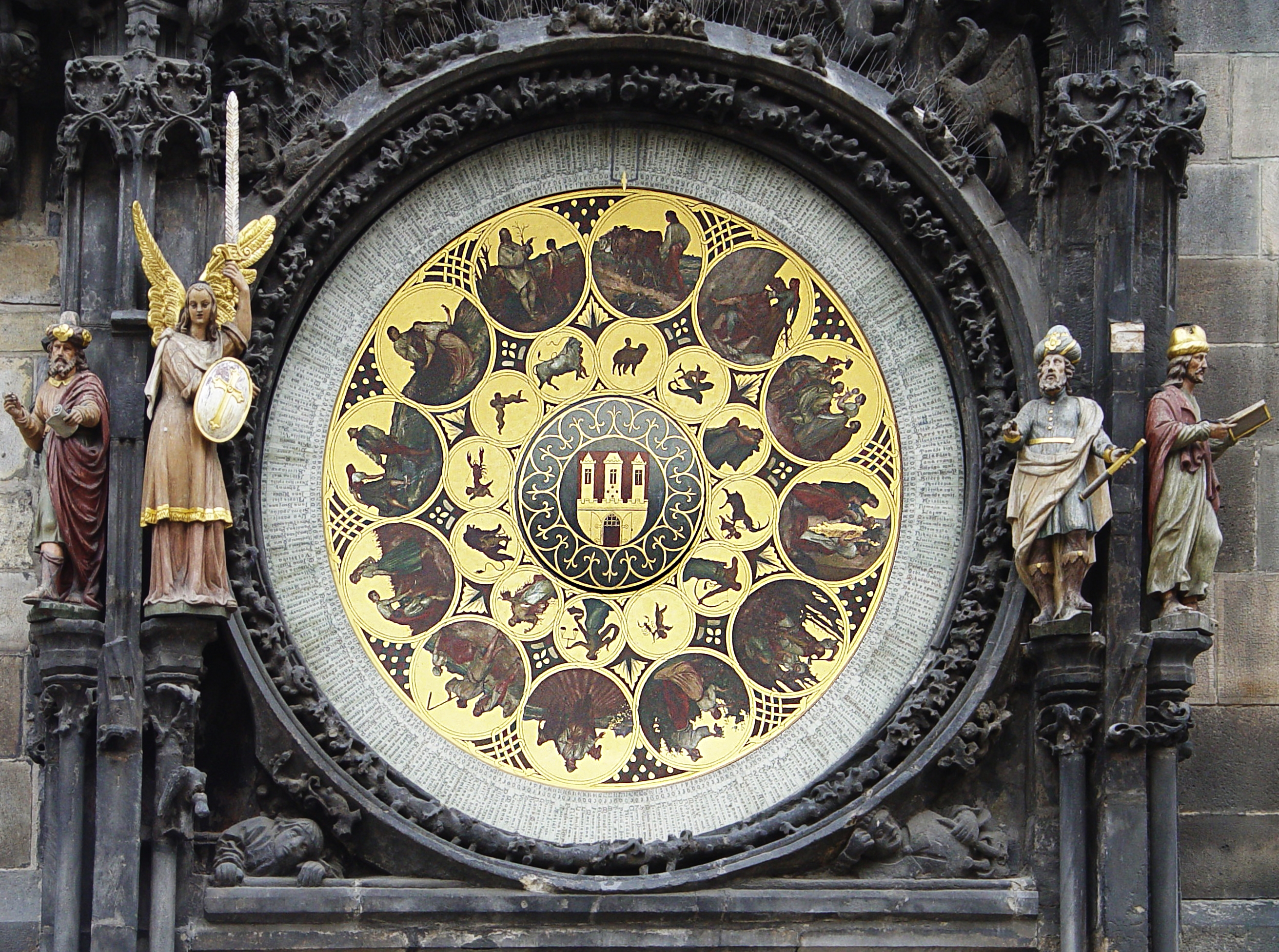
Календарний циферблат

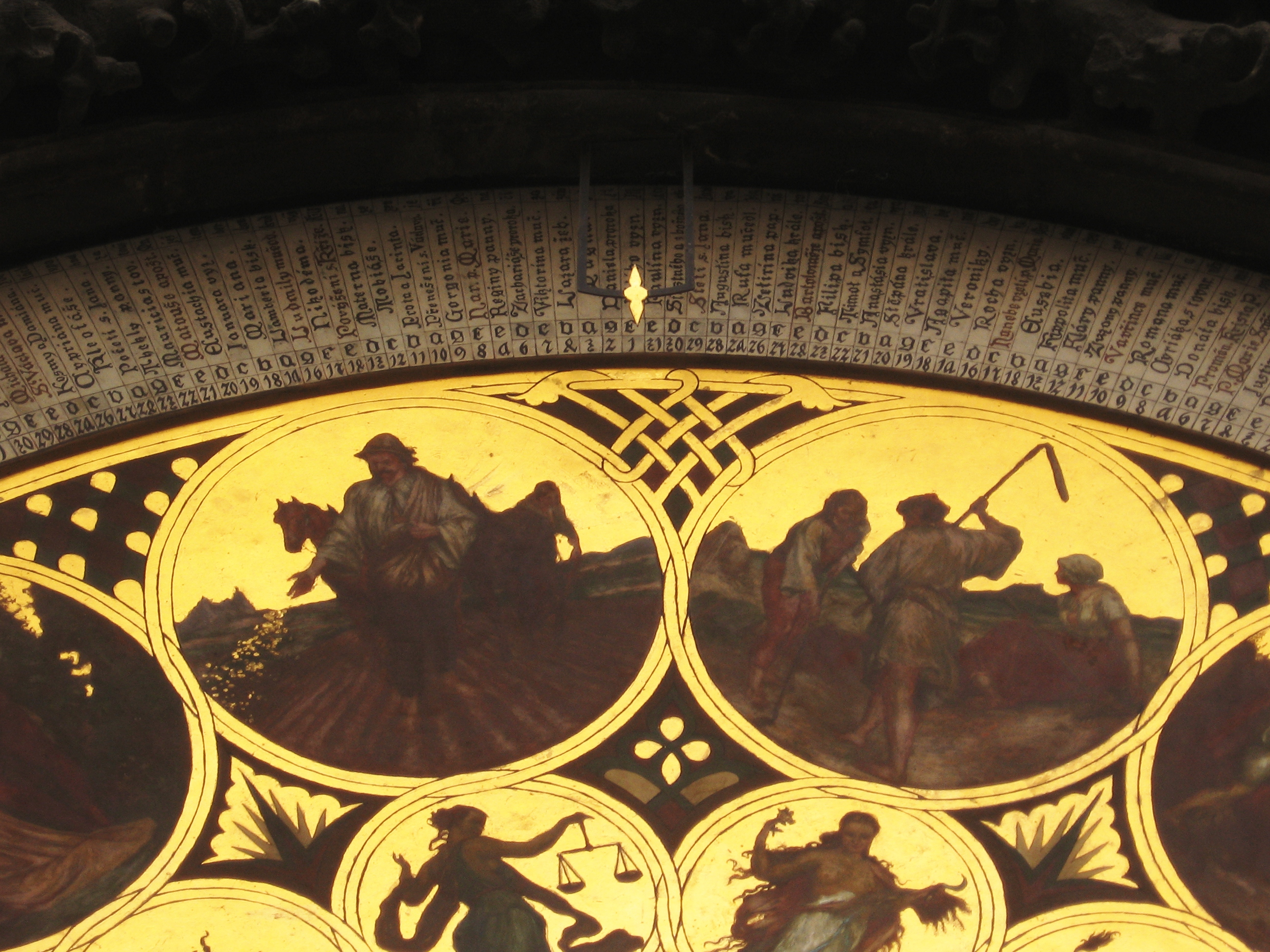
Деталь календаря XIX століття під астрономічною частиною годинника. Календар показує дату 1 вересня.
По колу та перпендикулярно до нього розташований цизіоян

### Календарний циферблат
Календарний циферблат створив Йозеф Манес у 1865 році. У 1880 році її замінили на копію, виконану Емануелем Кресценцом Лішкою. Іншу копію в 1946 році зробив Богумір Чіла, а останню версію створив у 2018 році Станіслав Їрчік. На плиті зображено алегорії місяців, пов’язані з сільськогосподарським життям. Менші зображення представляють знаки зодіаку. У центрі міститься середньовічний герб Праги — із золотими мурами й вежами. По колу плити розміщено церковний календар на 365 днів: зазначено число місяця, недільну літеру, ім’я святого або назву фіксованого свята й склад цизіояну. Великі свята виділено червоним кольором.
Оригінал календарної плити Манеса зберігається в Празькому міському музеї, його місце на годиннику займає вільна копія, виконана художником і реставратором Станіславом Їрчіком, яка значно відрізняється від оригіналу як в окремих деталях, так і за загальним художнім виконанням.

### Недільні літери
Дні року позначено літерами від A до G, що повторюються циклічно. Ці літери використовувалися для визначення неділь: літера, на яку припадає неділя, називається «недільною літерою», і всі дні з цією літерою вважаються неділями поточного року. У високосні роки застосовуються дві літери — одна до 24 лютого, інша — після, із врахуванням високосного дня.

### Цизіоян
Цизіоян — менш відома частина календарної плити, розташована по зовнішньому краю. Це старовинна мнемотехнічна система для запам’ятовування фіксованих свят і днів важливих святих упродовж року. Текст складається зі складів імен святих та заповнювальних складів між ними. Хоча римований текст виглядає дещо незграбним, він був зрозумілим і добре запам’ятовувався. Повний річний цизіоян має 12 строф і 365 складів — за кількістю місяців і днів у році. Приклад транскрипції частини грудневої строфи цизіояну: Po – sně – hu – Bá – ra – s Mi – ku – lá – šem – šla, v no – ci – Luc – ka – len – pře – dla, – po – vě – děl – To – máš – tre – stán: Na – ro – dil – se – Kri – stus – Pán (в перекладі: По снігу Варвара з Миколаєм йшла, уночі Луція льон пряла, сказав Тома покараний: Народився Пан Христос; він вказує на наступні свята: Варвара — 4 грудня, Миколай — 6 грудня, Луція — 13 грудня, Тома — 21 грудня, Різдво — 25 грудня). Цизіояни виникли приблизно у XII столітті, набули поширення в Чехії з XIII століття й використовувалися до XVII століття. Зі зростанням популярності друкованих календарів цизіояни поступово вийшли з ужитку. Відновленням чеського цизіояну на новій календарній плиті 1866 року опікувався Карел Яромир Ербен.

## Механічні фігури

### Апостоли
Щогодини протягом дня у двох вікнах над циферблатом з’являються 12 апостолів. Значення зображення апостолів, ймовірно, не має жодного зв’язку з вимірюванням часу; радше воно слугує для привернення уваги перехожих, а зі зростанням популярності може бути пов’язане й більше бажання обслуговувати та ремонтувати астрономічний годинник. Утім, існує також міркування про зв’язок дванадцяти апостолів із дванадцятьма знаками зодіаку, що продовжує прагнення деяких астрономів XVII століття замінити всі язичницькі назви сузір’їв на християнські.
| порядок | Ліве вікно                             | Праве вікно                                       |
| ------- | -------------------------------------- | ------------------------------------------------- |

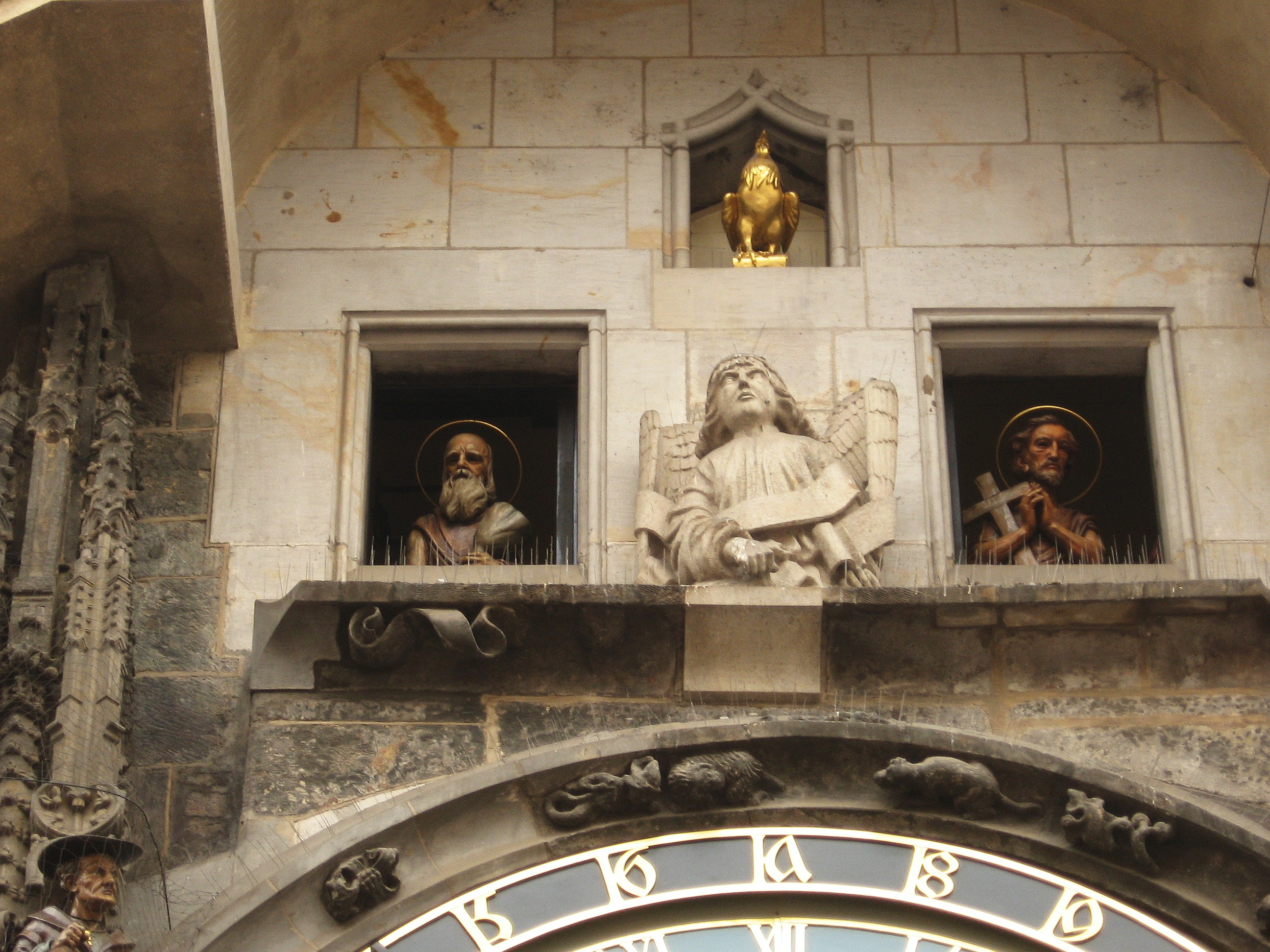
Віконця з апостолами (Юда Тадей і Пилип), над ними — півень, під віконцями — ангел

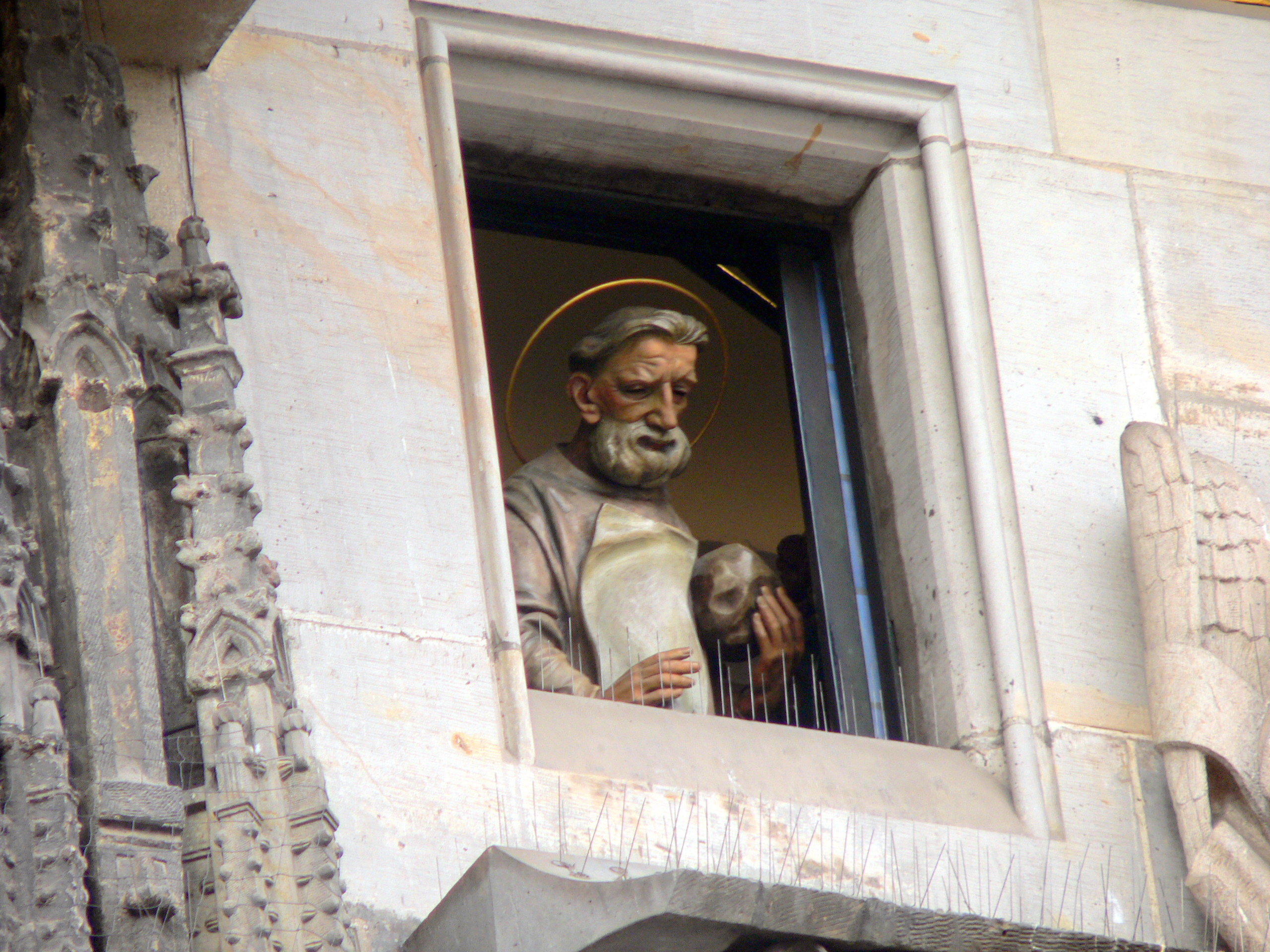
Деталь відкритого віконця з апостолом Варнавою. Шипи на підвіконні та карнизах мають заважати голубам забруднювати астрономічний годинник

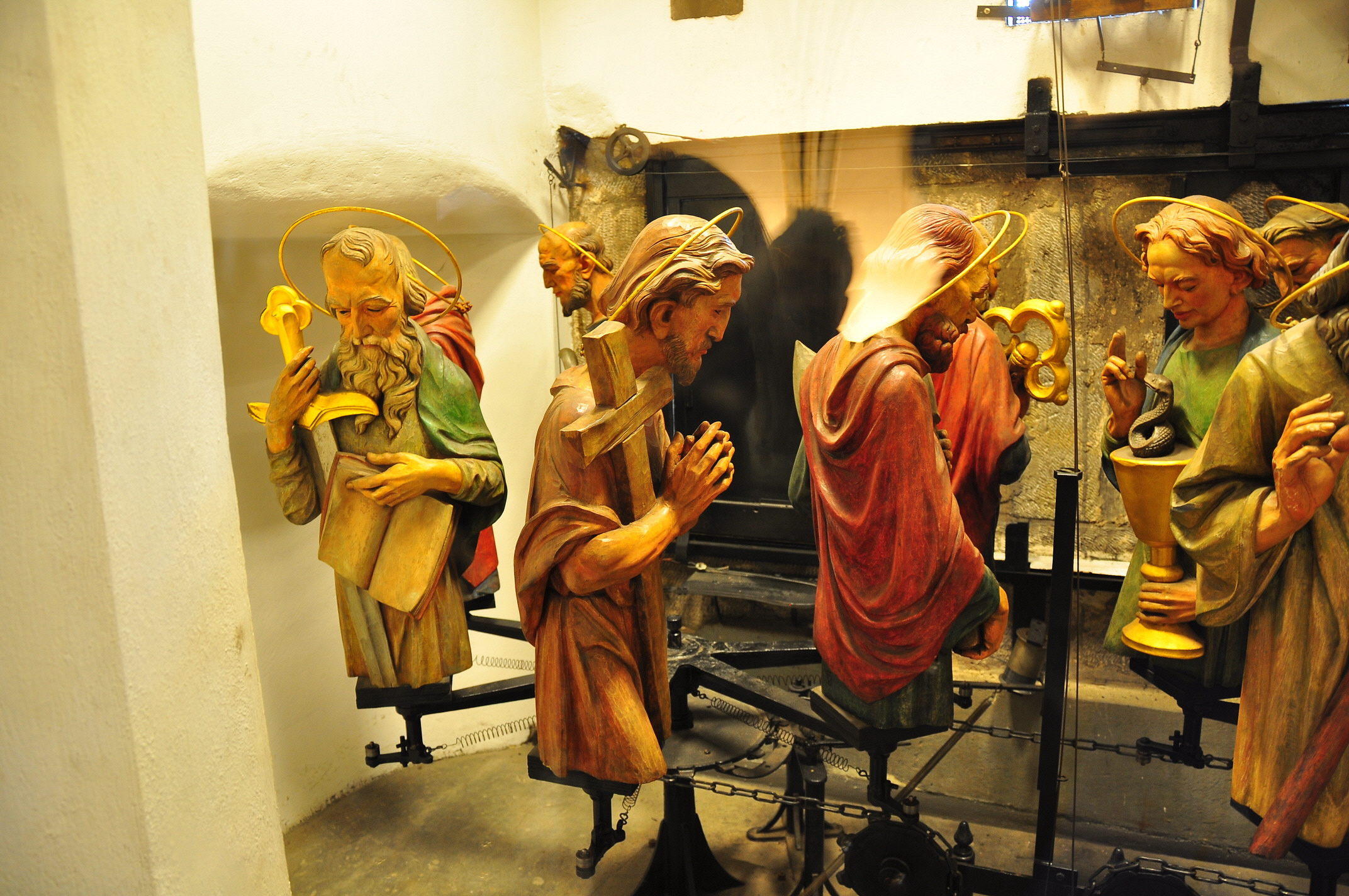
Вигляд зсередини апостолів правого вікна

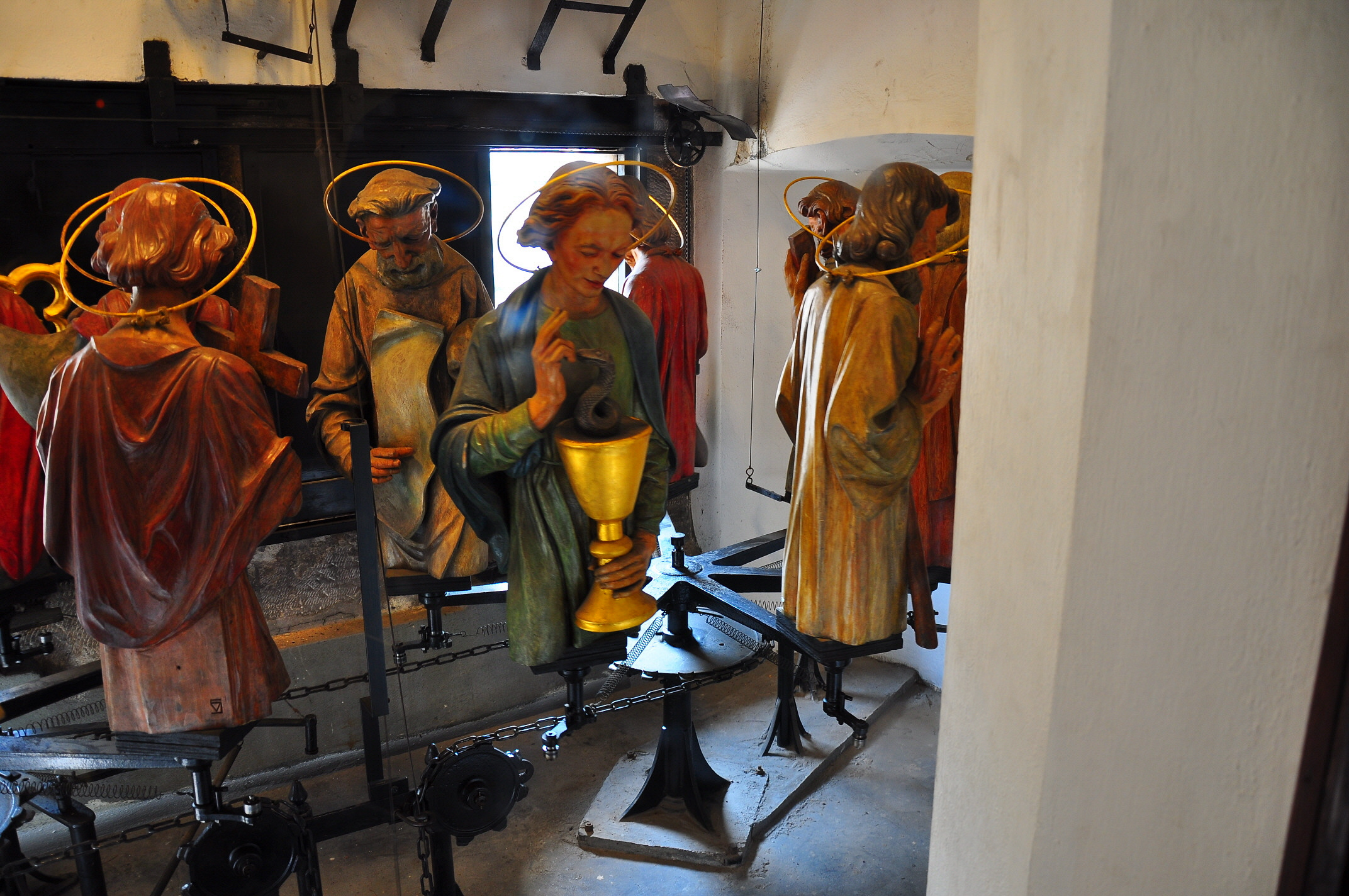
Вигляд зсередини апостолів лівого вікна

| 1.      | Андрій X-подібний хрест                | Петро ключ, піднята до неба рука на знак вірності |
| 2.      | Іван чаша                              | Маттій сокира                                     |
| 3.      | Симон пила                             | Яків, син Зеведеїв палка                          |
| 4.      | Пилип посох із хрестом                 | Фома спис, хитає головою на знак сумніву          |
| 5.      | Яків, син Алфеїв смичок                | Варфоломій ніж                                    |
| 6.      | Павло меч і книга, киває на знак згоди | Матвій книга родоводу Ісуса                       |

На відміну від євангельських переліків дванадцяти апостолів, на празьких курантах відсутні євангеліст Матвій, один з апостолів на ім'я Яків (джерела не збігаються, який саме) та Юда Іскаріот, натомість присутні святий Маттій, якого, згідно з «Діяннями апостолів», було обрано замість Юди, а також святі Павло і Варнава, яких ще в часи раннього християнства прирівняли до апостолів.
Сучасні фігурки дванадцяти апостолів створив після 1945 року скульптор і лялькар Войтех Сухарда. Перші ескізи Сухарди було відхилено як надто екстравагантні, тож у підсумку він вирізьбив фігури, схожі на оригінальні, але не точні їхні копії. Усередину фігури святого Томи він заховав кількасторінковий лист, у якому описав свою роботу над скульптурами. Лист було знайдено під час реконструкції 2018 року.
Оригінальні скульптури апостолів згоріли під час пожежі ратуші в травні 1945 року. Коли саме на курантах з’явилися рухомі фігури апостолів, достеменно невідомо, оскільки того ж року згорів і весь міський архів. Оскільки на зображенні 1790 року готичні віконця ще порожні, їхнє встановлення, ймовірно, відбулося в XIX столітті. З упевненістю можна говорити про їхню присутність з 1866 року — після великої реконструкції.

Сучасні образи апостолів
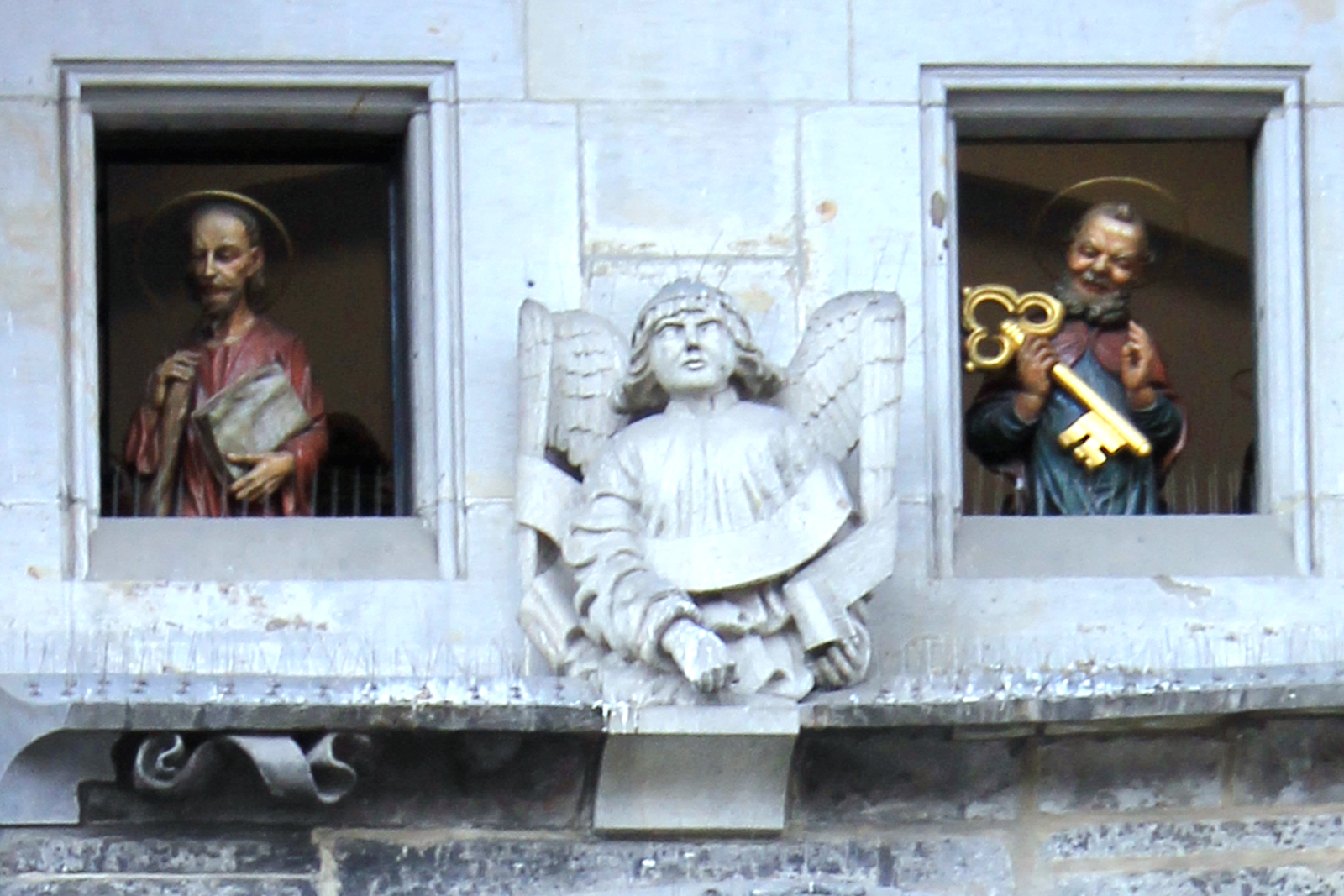
Яків і Петро
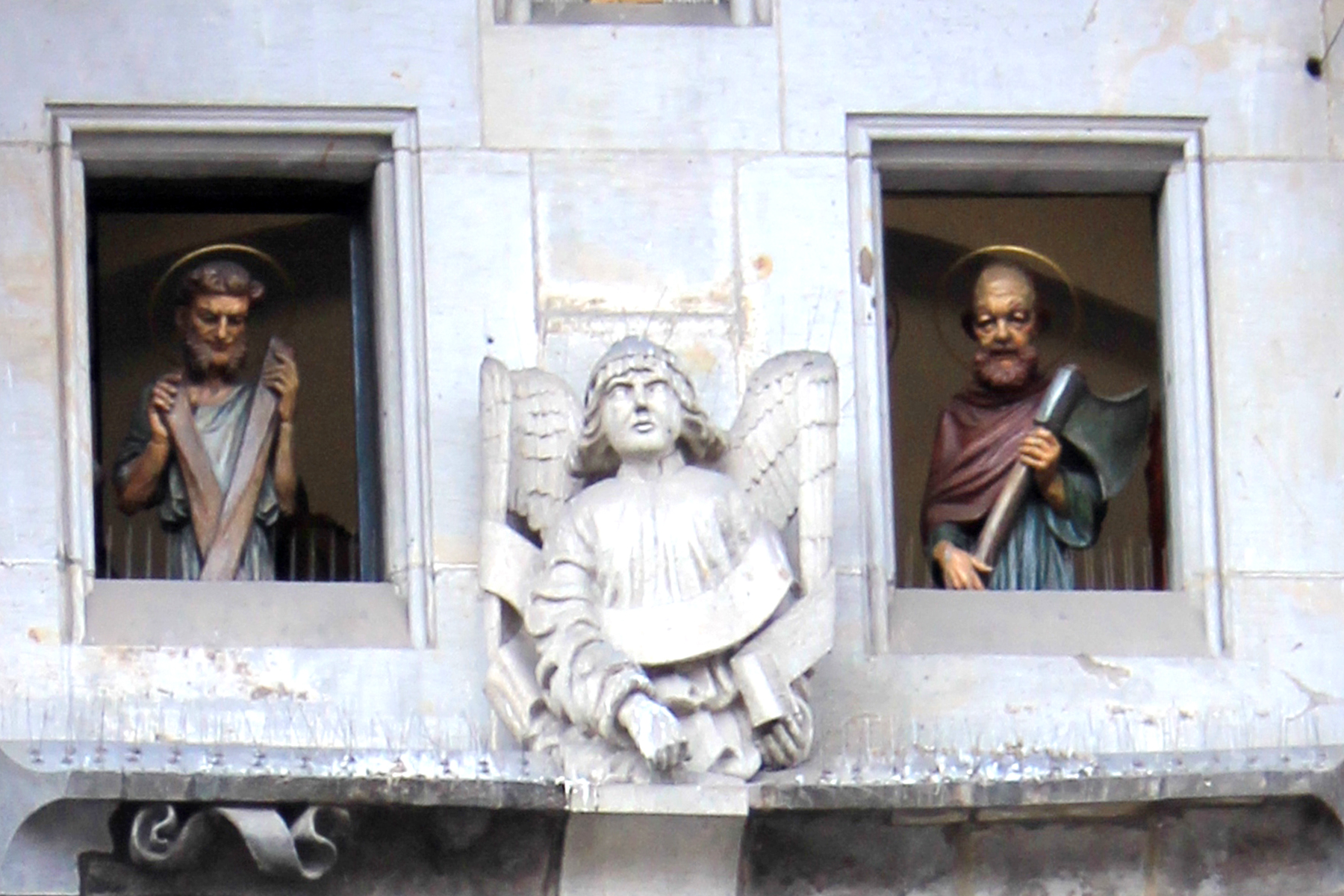
Андрій і Маттій
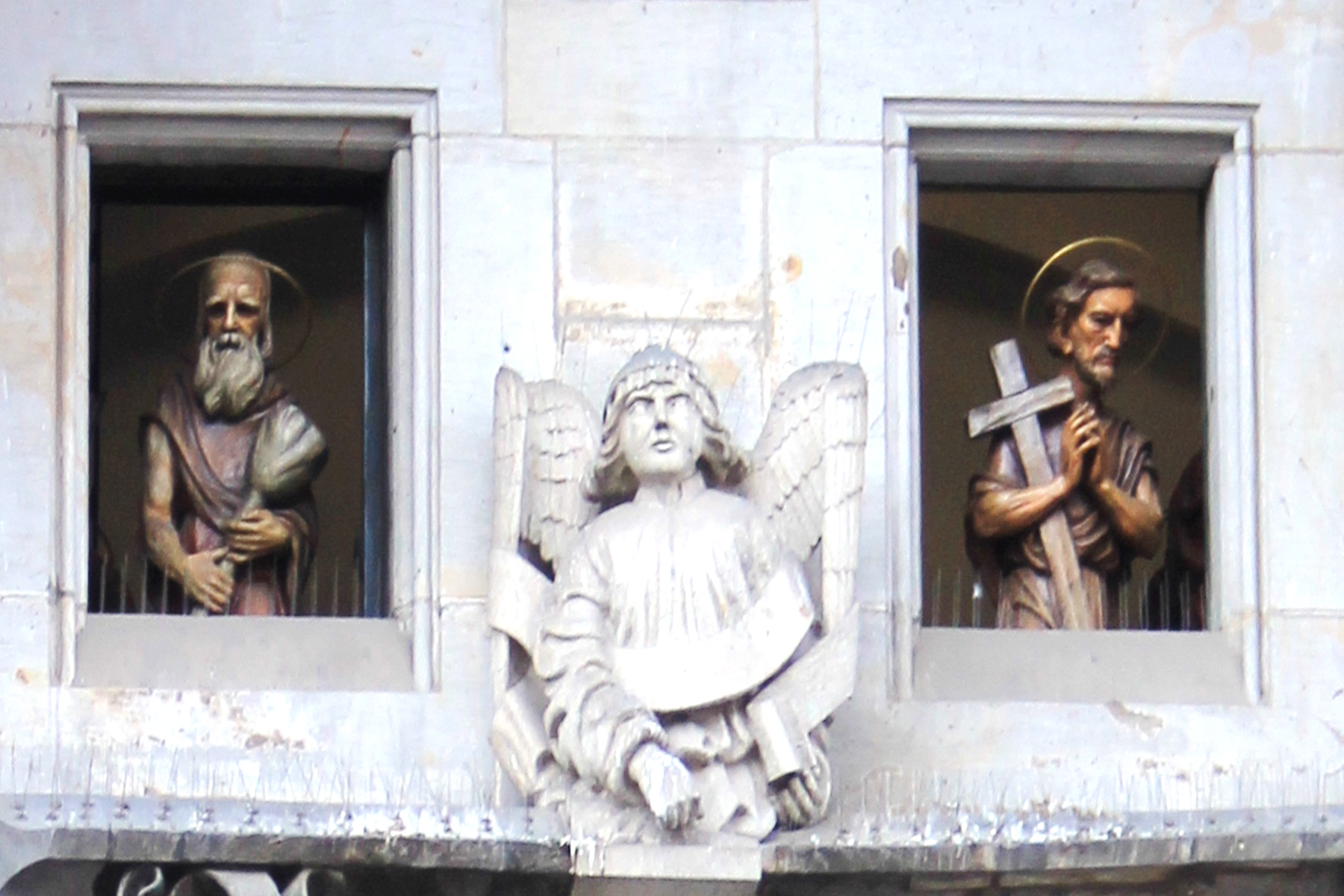
Тадей і Пилип
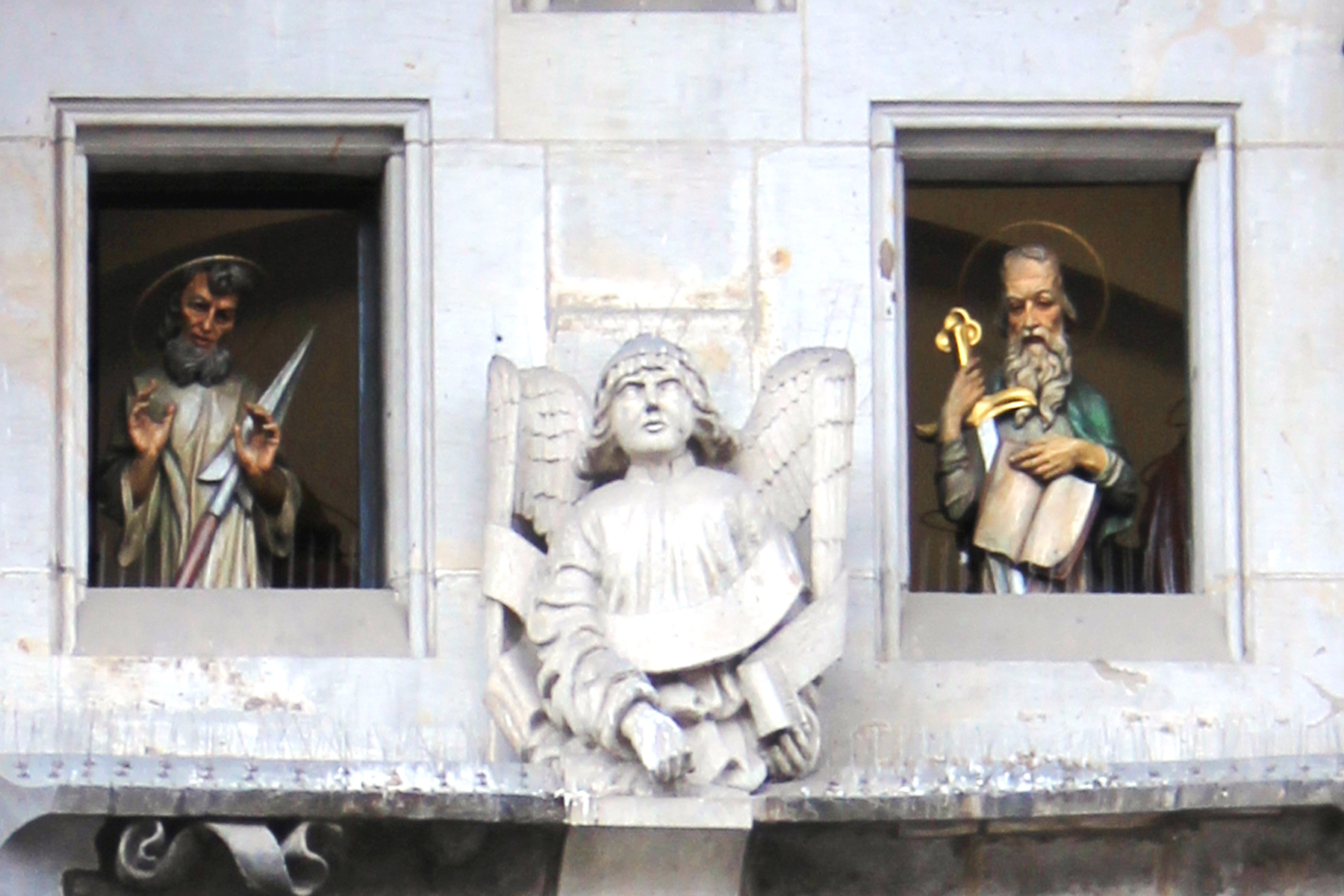
Фома і Павло
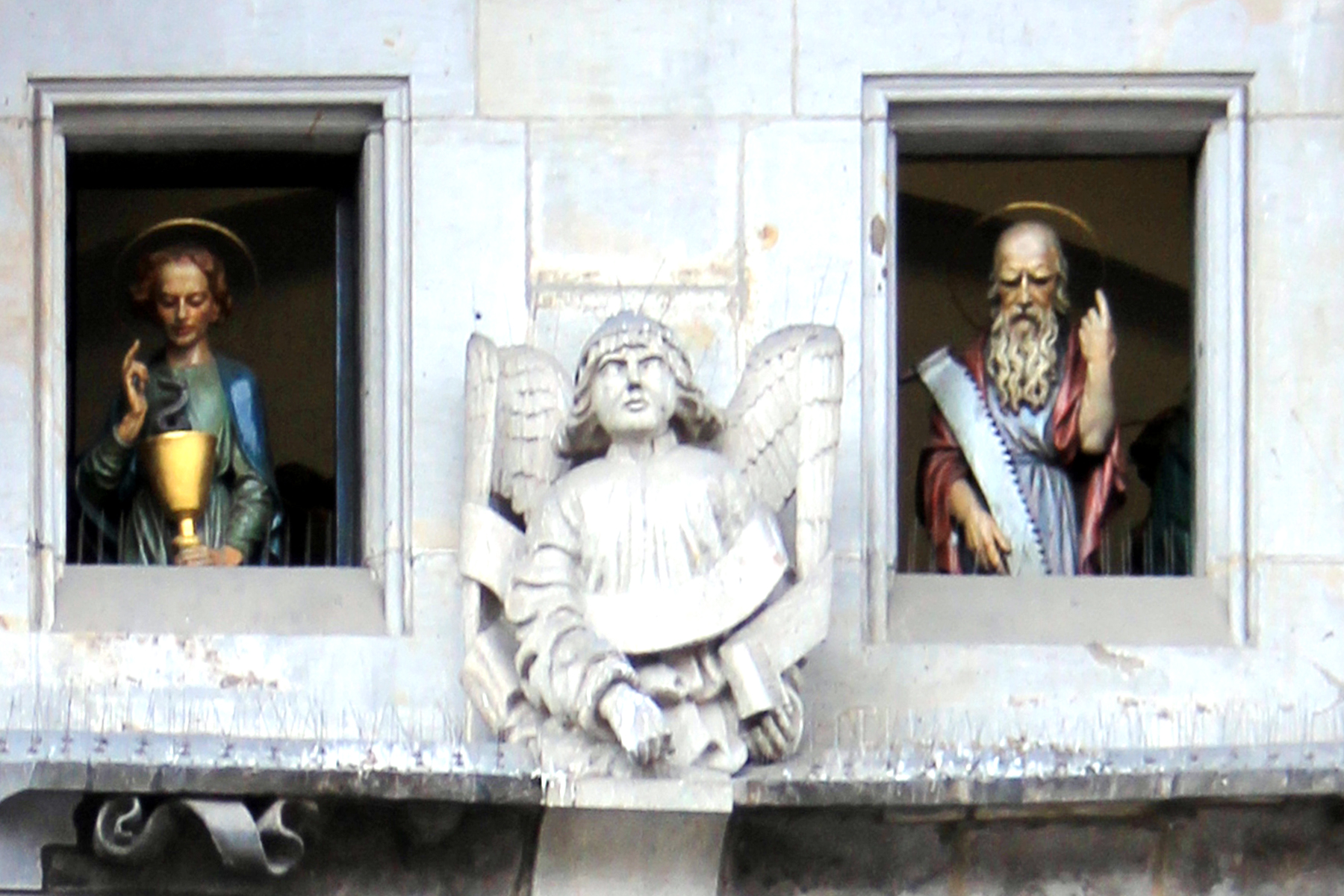
Іван і Симон
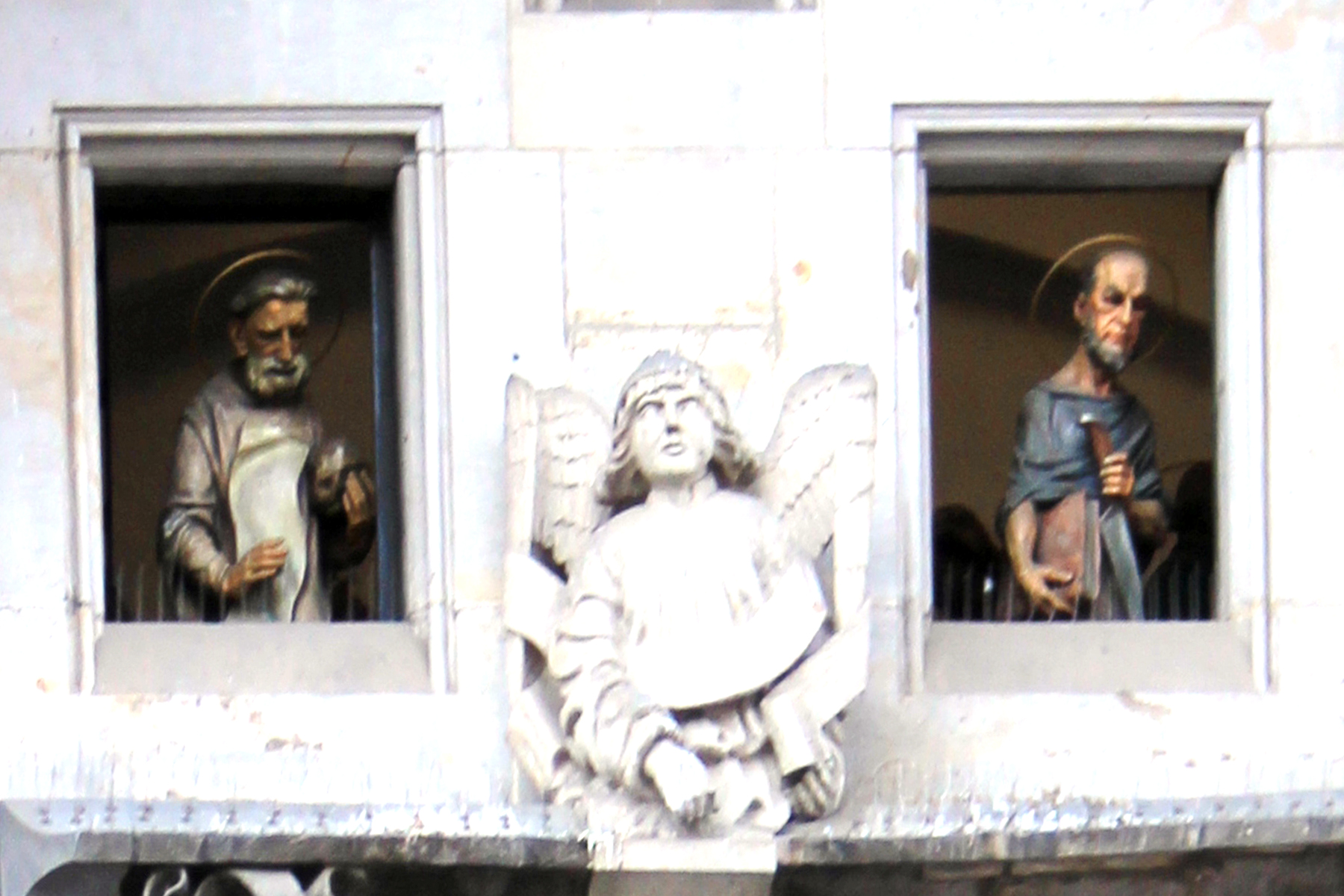
Варнава і Варфоломій

### Інші скульптури

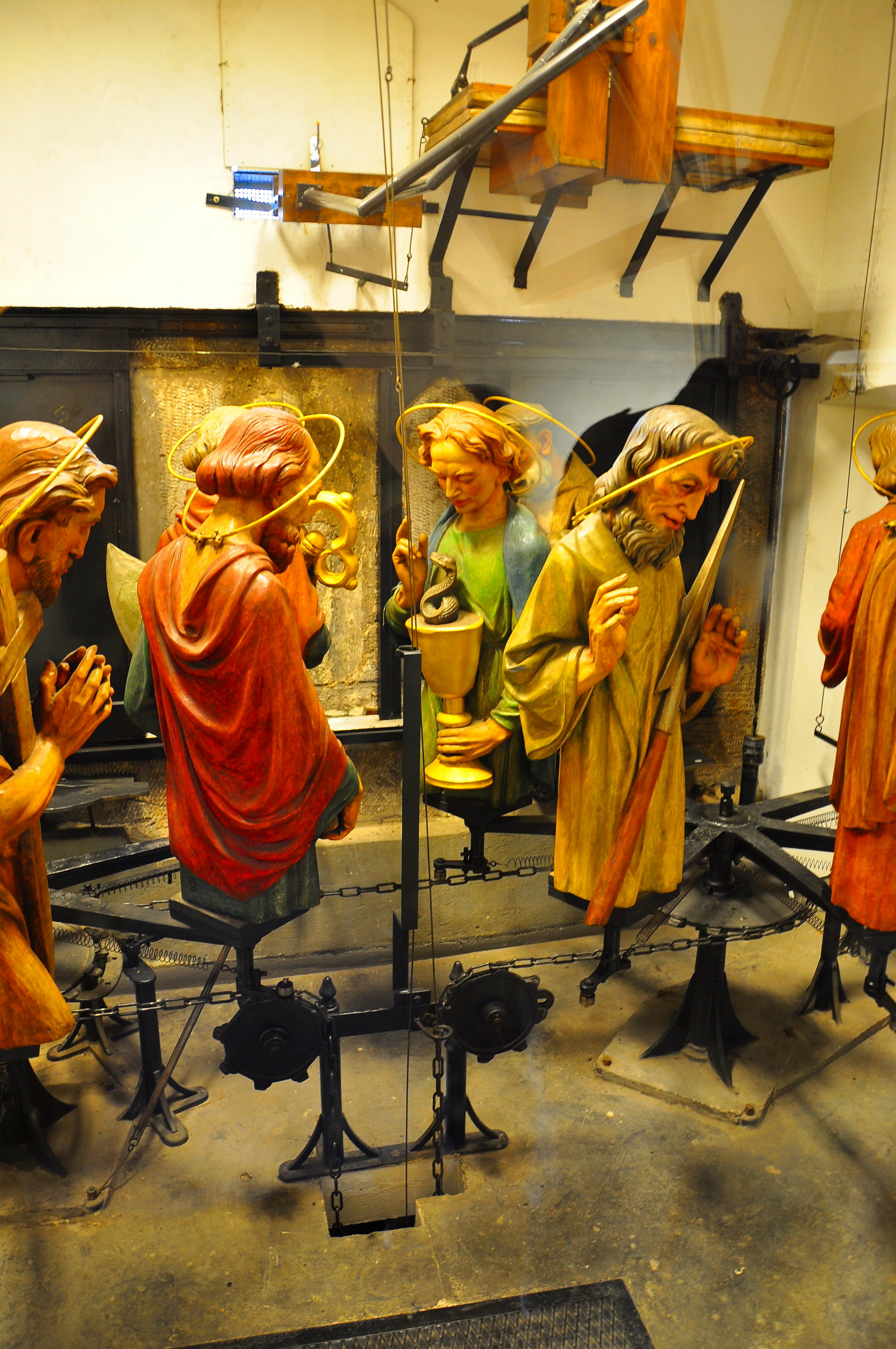
Механізм руху апостолів

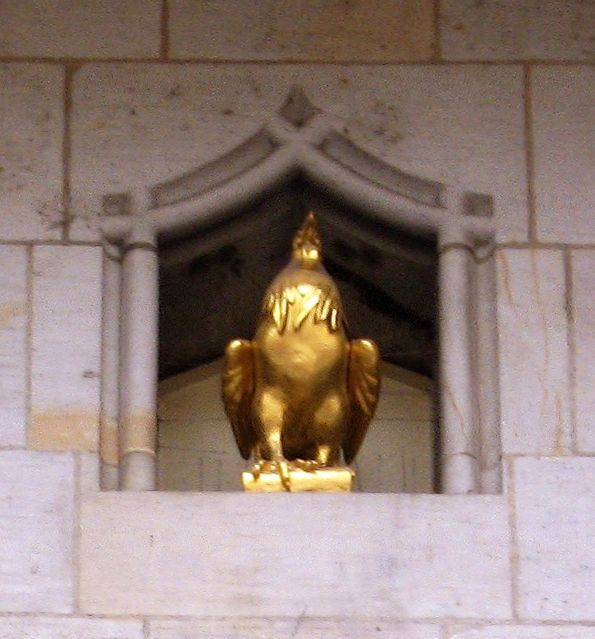
Позолочений півень над віконцями з апостолами

Окрім апостолів, на годиннику розміщено ще 9 дерев’яних скульптур, деякі з яких здійснюють невеликі рухи одночасно з появою апостолів.
- Півень: своїм кукуріканням завершує показ апостолів. Скульптура позолочена й розміщена у ніші над віконцями апостолів. Кукурікання створюється за допомогою стисненого повітря з міхів, що подається у три труби. Півень — остання скульптура, додана до годиннику в XIX столітті.

Верхній ряд ліворуч:

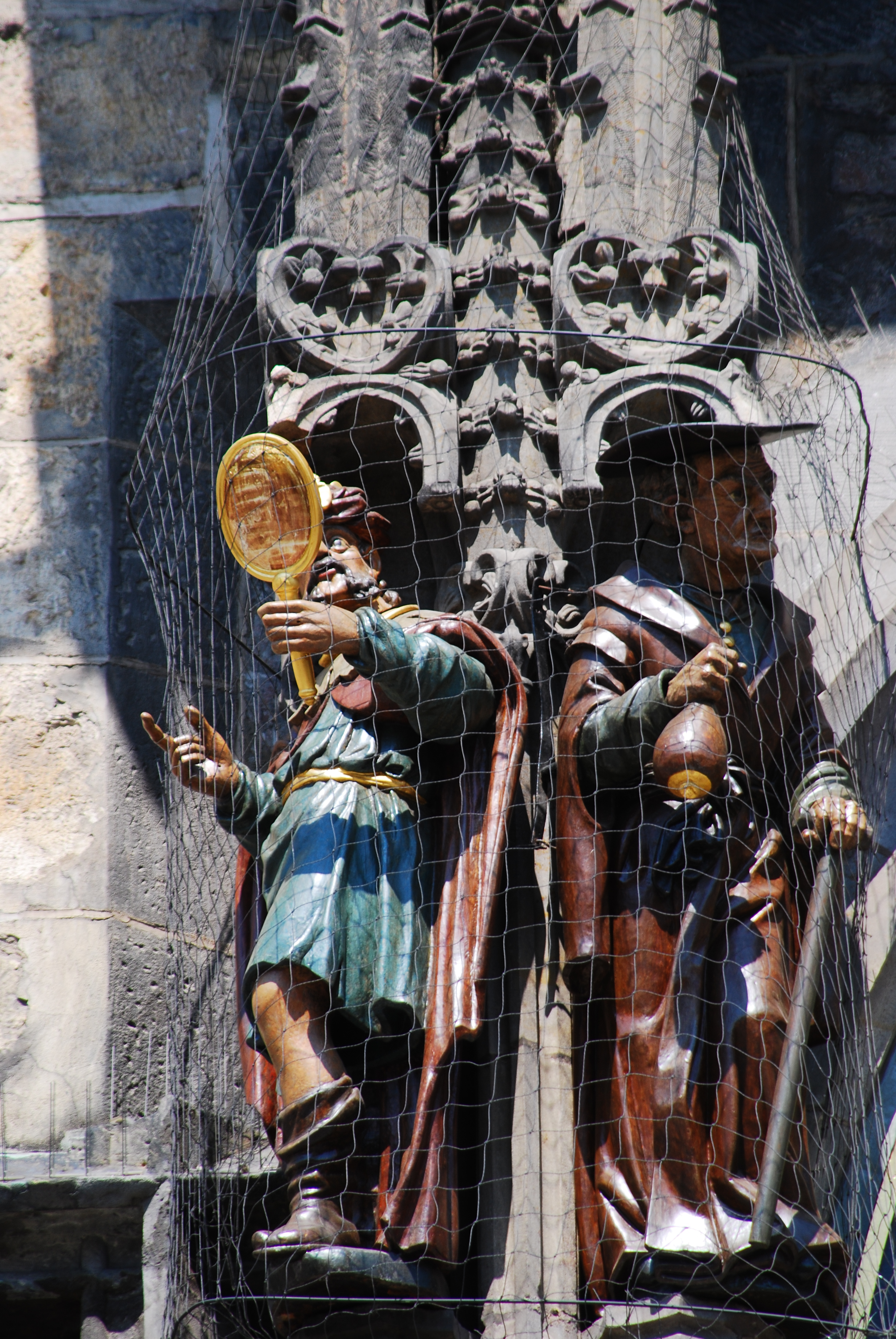
Марнославець і Скнара

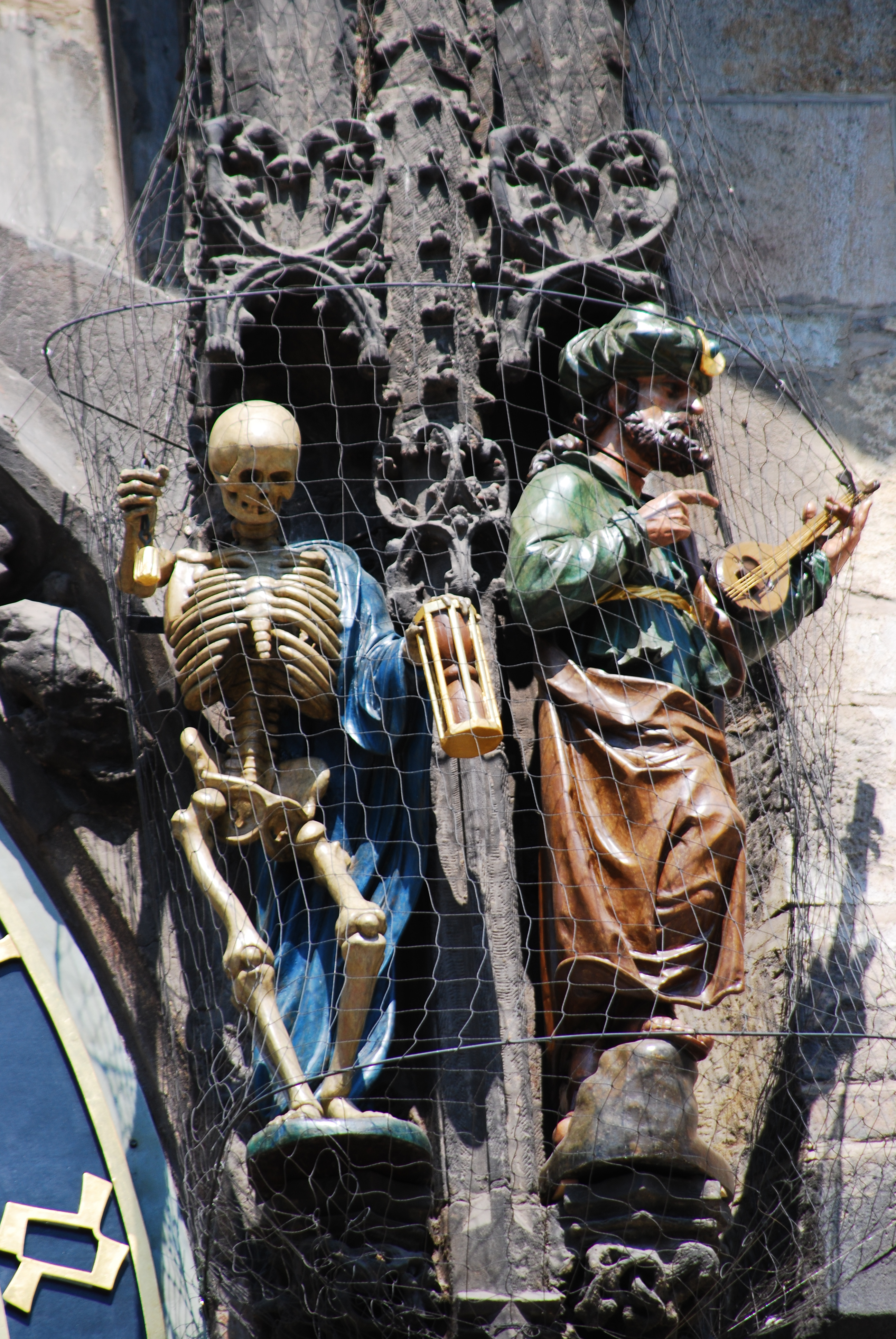
Смерть і Турок

- Марнославець: рухома фігура у верхньому ряду ліворуч, під час руху дивиться на своє обличчя в дзеркало.
- Скнара: рухома фігура поруч із марнославцем, трясе гаманцем і махає палицею.

Верхній ряд праворуч:
- Смерть (скелет): рухома фігура праворуч, обертає пісочний годинник, що символізує плин людського життя, і смикає за мотузку поховального дзвона, розміщеного у вежі над годинником. Поховальний дзвін перед початком нового циклу б’є 73 рази[93].
- Турок: фігура вважається символом чуттєвих насолод як гріха.

Сітки навколо скульптур перешкоджають птахам сідати на них і забруднювати годинник послідом.
Нижній ряд ліворуч:
- Філософ, що досліджує світ

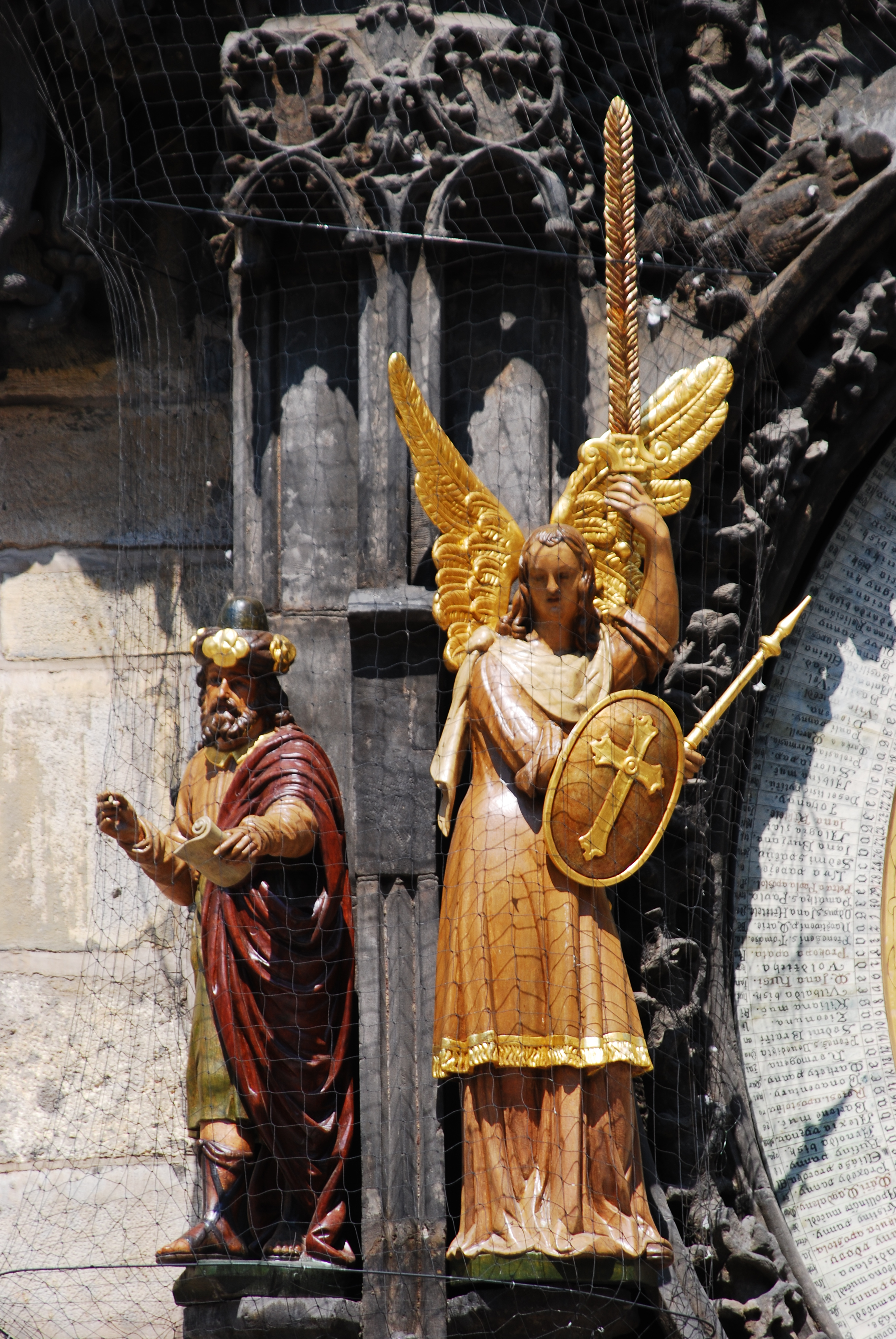
Філософ і Архангел

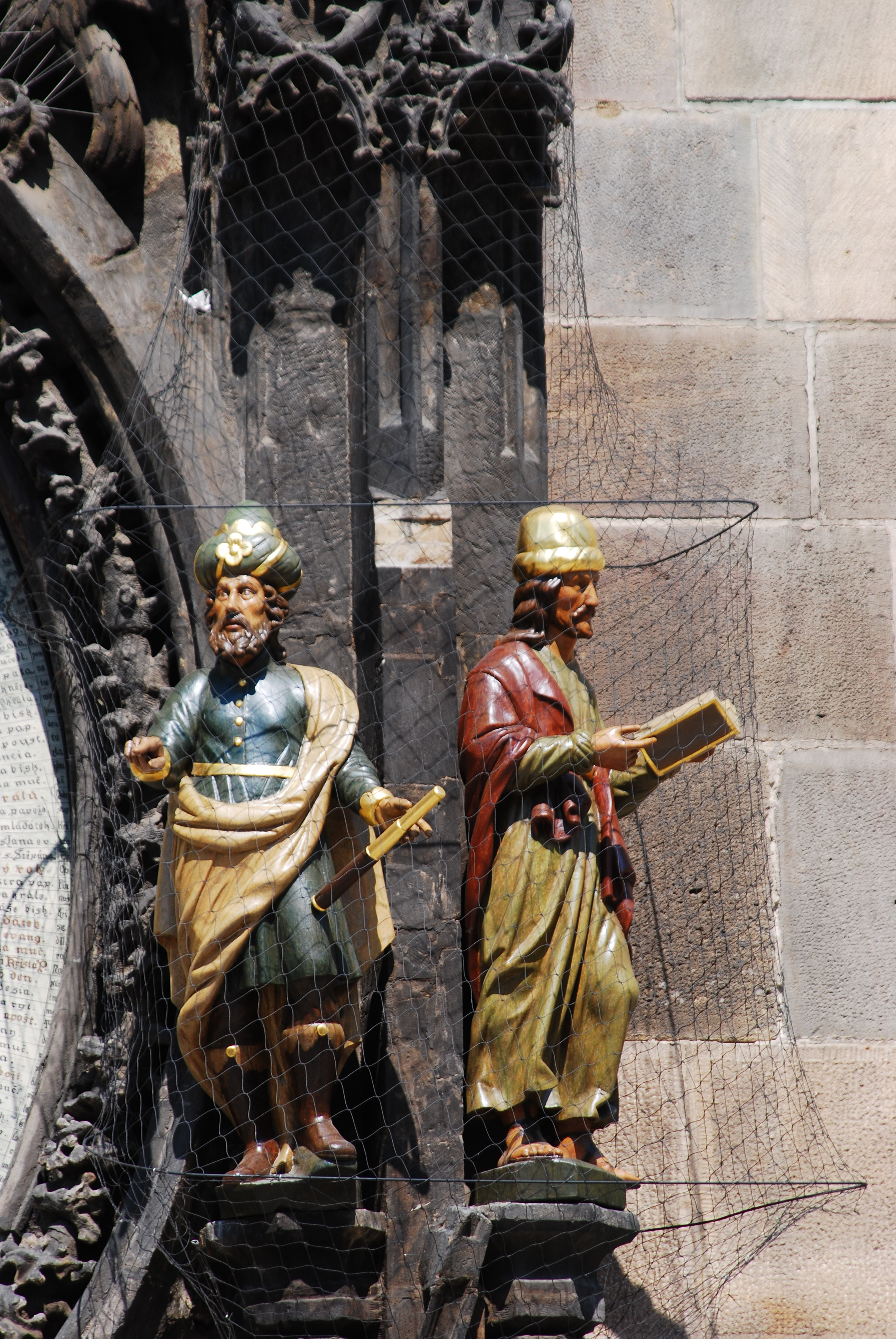
Астроном і Літописець

- Архангел Михаїл: його спис спочатку вказував на чинний показ на календарній таблиці, але після обертання календаря Манеcом вказує на покажчик у верхній частині циферблату.

Нижній ряд праворуч:
- Астроном, що спостерігає за небом
- Літописець, який записує події й історію

## Легенди

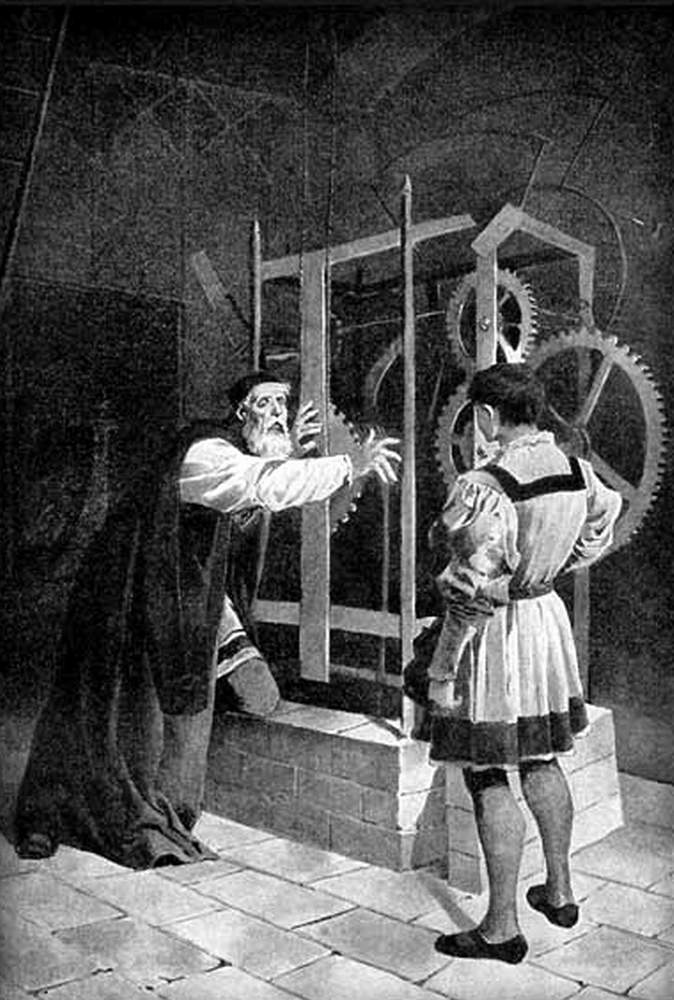
Майстер Гануш з учнем біля механізму астрономічного годинника. Ілюстрація Венцеслав Черний до Старі чеські повісті Алоїса Їрасека

Найвідомішою є легенда про майстра Гануша. Згідно з нею, коли майстер Гануш збудував астрономічний годинник, староміські радники злякалися, що майстер може створити такий самий дивовижний годинник і для іншого міста. Тому вночі до будинку Гануша вдерлися нападники та осліпили його розпеченими залізними прутами. Майстер Гануш здогадався, що за цим стояли радники, і попросив свого помічника провести його до годинника, де він простяг руку й зупинив механізм. Протягом наступних ста років ніхто не міг запустити годинник через складність його конструкції.
Існують також прикмети, пов’язані зі Староміським годинником, наприклад, що якщо годинник зупиниться — почнеться війна, або що той, хто втрутиться в його механізм, загине або збожеволіє. Йозеф Манес справді зійшов з розуму за кілька років після створення нової календарної дошки.

## В культурі

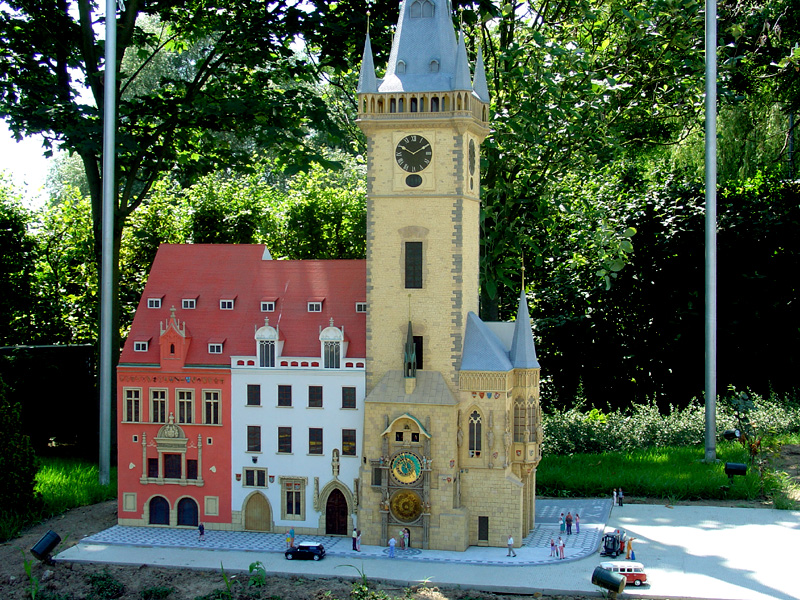
Астрономічний годинник у Міні-Європі

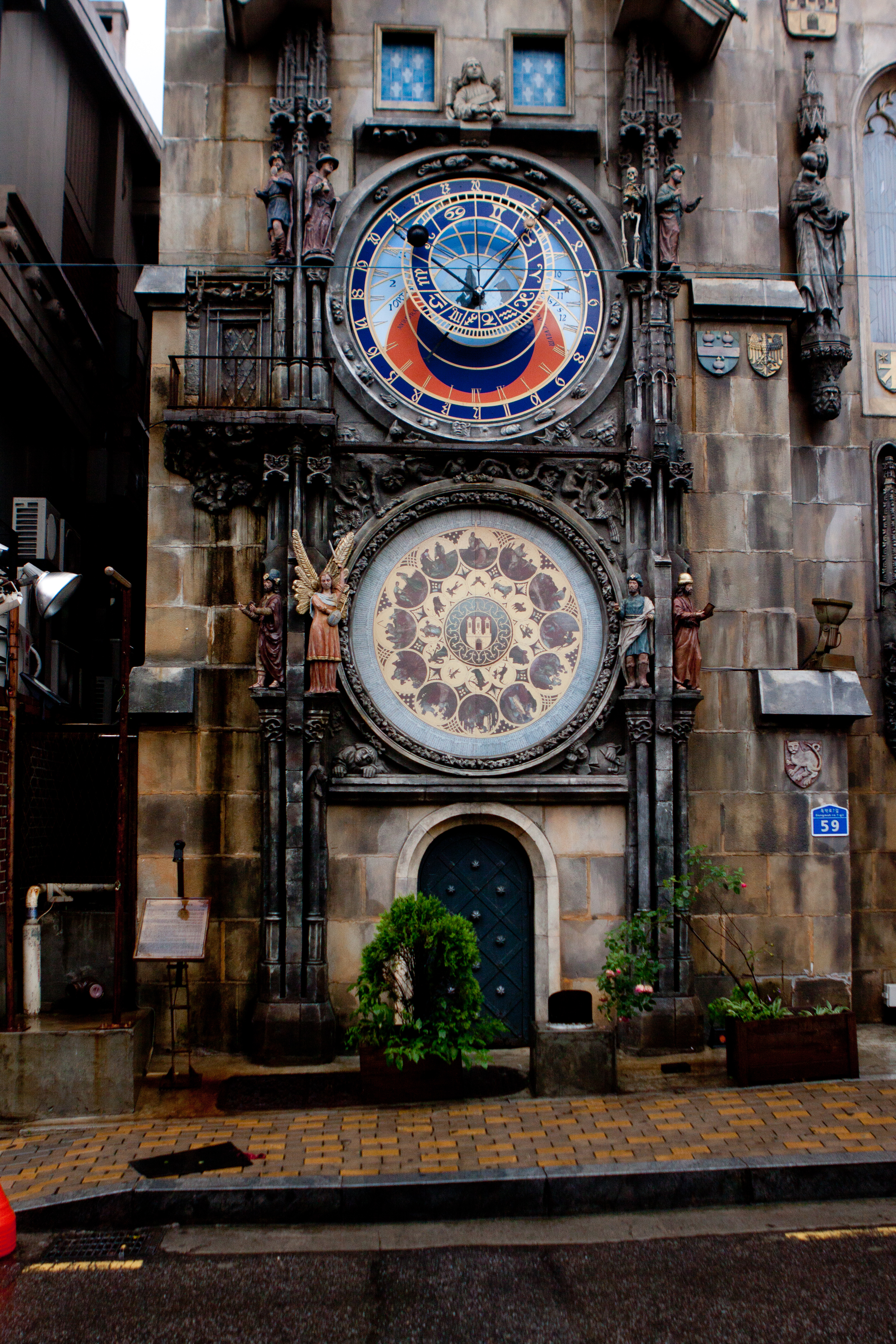
Копія астрономічного годинника в Сеулі

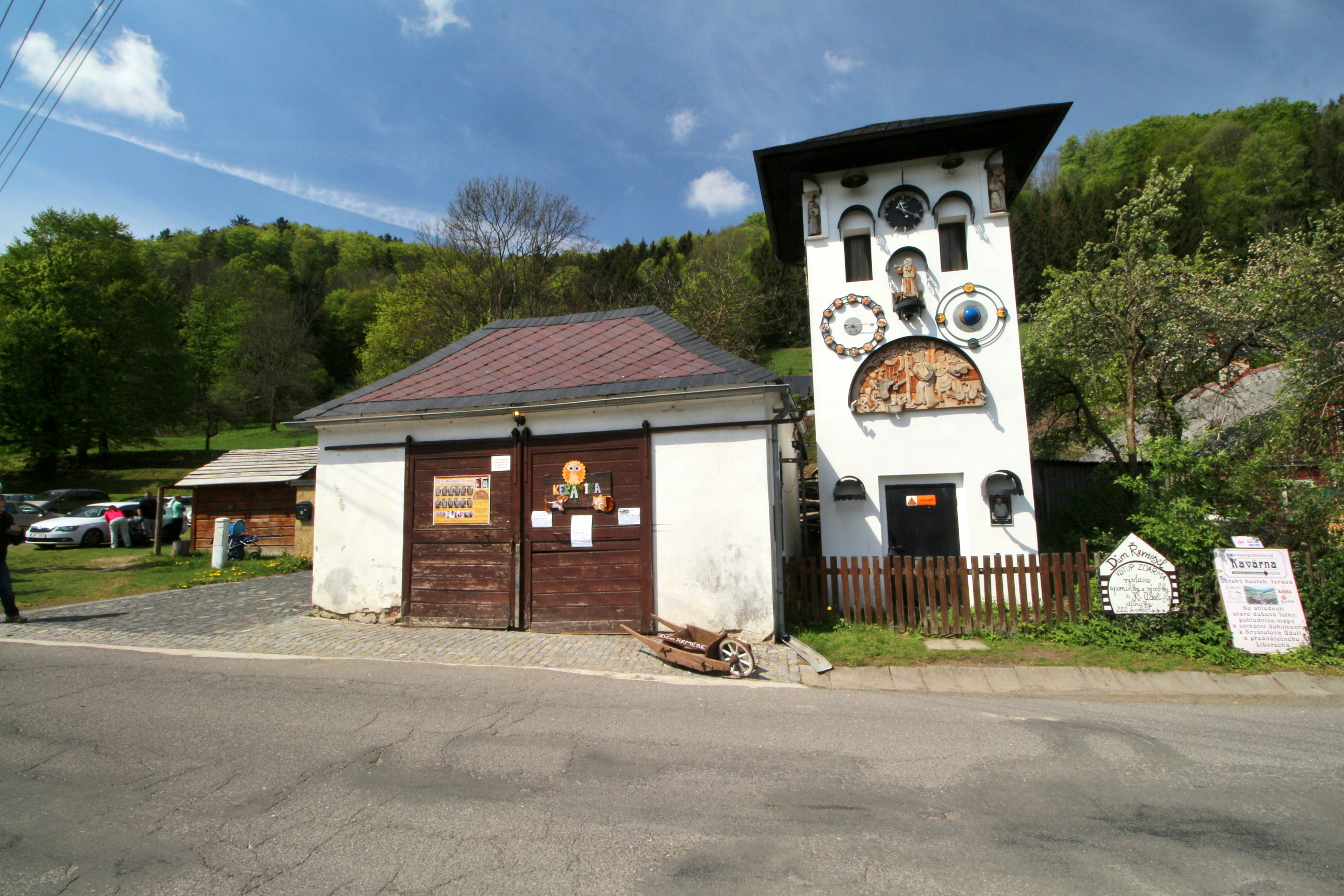
Годинник Мартіна Халоупки

Староміський астрономічний годинник та Староміська ратуша завдяки своїй історичній значущості залишаються важливими символами Чехії та Праги як усередині країни, так і за її межами.
Модель Староміської ратуші з астрономічним годинником представлена як єдина чеська пам’ятка в парку мініатюр країн ЄС Міні-Європа в Брюсселі.
У Сеулі в Південній Кореї з 2007 року встановлена зменшена вдвічі, але функціональна та точна копія частини празької Староміської ратуші з вежею та астрономічним годинником. Усередині знаходиться ресторан мережі Castle Praha.
Натхненний празьким годинником, Годинник Мартіна Халоупки був побудований у 2006–2011 роках із трансформаторної підстанції у селі Криштофово-Удолі. Його основним елементом є два віконця, де вдень щогодини проходять 12 різьблених апостолів, а по боках розміщені як статичні, так і рухомі скульптури й рельєфи. У 2011 році також додано механізм, що показує фази Місяця та знаки зодіаку.
До 600-річчя Староміського астрономічного годинника 9 жовтня 2010 року компанія Tomato production в межах проєкту The Macula провела вечірнє відеомапінгове шоу, підсвічуючи годинник.
Мотиви з годинника зображувалися на поштових марках Чехословаччини. У серії «Дітям» 1936 року на трьох марках зображено січень із календарного диска Манеса. У 1978 році вийшов блок до світової філателістичної виставки з мотивами годинника. Астролябія також зображена на марці номіналом 0,50 крони з серії до 125-річчя Спілки чехословацьких математиків і фізиків. До 600-річчя першої згадки про годинник 16 червня 2010 року в Чехії випущено поштову марку номіналом 21 крона.
Астрономічний годинник також зображений у колажі знакових празьких пам’яток на звороті банкноти номіналом 5000 чеських крон. 17 березня 2010 року Національний банк Чехії випустив пам’ятну срібну монету номіналом 200 крон до 600-річчя створення годинника.
Темі годинника й майстра Гануша присвячено чеський анімаційний повнометражний фільм Козяча історія: легенди старої Праги режисера Яна Томанека 2008 року.

## Виноски
1. ↑  Маятник містить 25 кг ртуті.
2. ↑  Едмунд Бекетт Денісон, 1816–1905
3. ↑  Хронометр із таким самим анкером керує, наприклад, Біг-Беном у Лондоні
4. ↑  Що спричинено різницею між меридіанами 15°00′ (UTC+1) та 14°25′, на якому розташовано орлой.